# Milazzo
Milazzo (Milazzu in siciliano) è un comune italiano di 29 842 abitanti della città metropolitana di Messina in Sicilia.
Fondata dai Greci intorno al 716 a.C. e dal 36 a.C. riconosciuta come civitas Romana, la città è stata al centro della storia anche durante la Prima guerra punica (260 a.C.), e nel luglio 1860 con l'arrivo delle camicie rosse nella battaglia di Milazzo.

## Geografia fisica

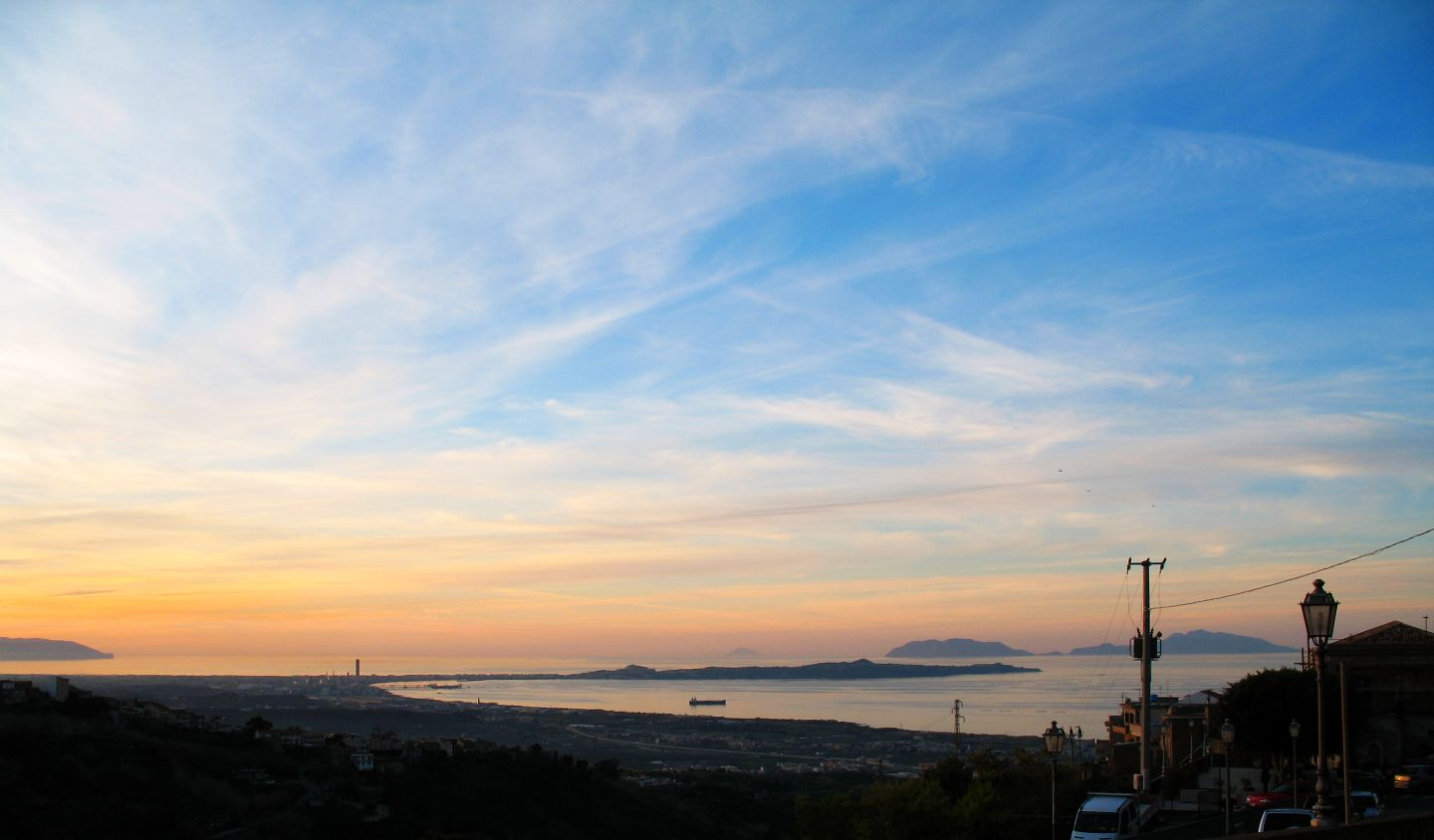
Capo Milazzo e Isole Eolie

### Territorio
Le origini del promontorio si possono far risalire a un milione e mezzo di anni fa, quando tra il Terziario e il Quaternario i movimenti tettonici portarono ad un innalzamento di rocce sedimentarie e cristalline fra i 20 e i 70 metri s.l.m. Su di esse si depositarono sabbie e sedimenti marini, durante un periodo interglaciale (430.000 anni fa) che rappresenta il piano tirreniano. Si formò quindi un'isola poco distante dalla terraferma. Successivamente grandi quantità di detriti e depositi alluvionali provenienti dai Monti Peloritani la unirono alla Sicilia.
La città sorge all'inizio di una penisola lunga circa 8 km (Capo Milazzo) nel Mar Tirreno, in direzione nord. A ovest del territorio milazzese si trova la Riviera di Ponente, affacciata sul Golfo di Patti (Mar di Ponente); a est, il Golfo di Milazzo (Mar di Levante). Il territorio del comune, nel versante sud, è caratterizzato da un'ampia pianura alluvionale (Piana di Milazzo). Il confine comunale sulla terraferma è demarcato a est dalla fiumara Floripotema, che divide il comune di Milazzo da quello di San Filippo del Mela, e a ovest dal fiume Mela (o di Merì), che separa il comune milazzese da Barcellona Pozzo di Gotto e Merì.

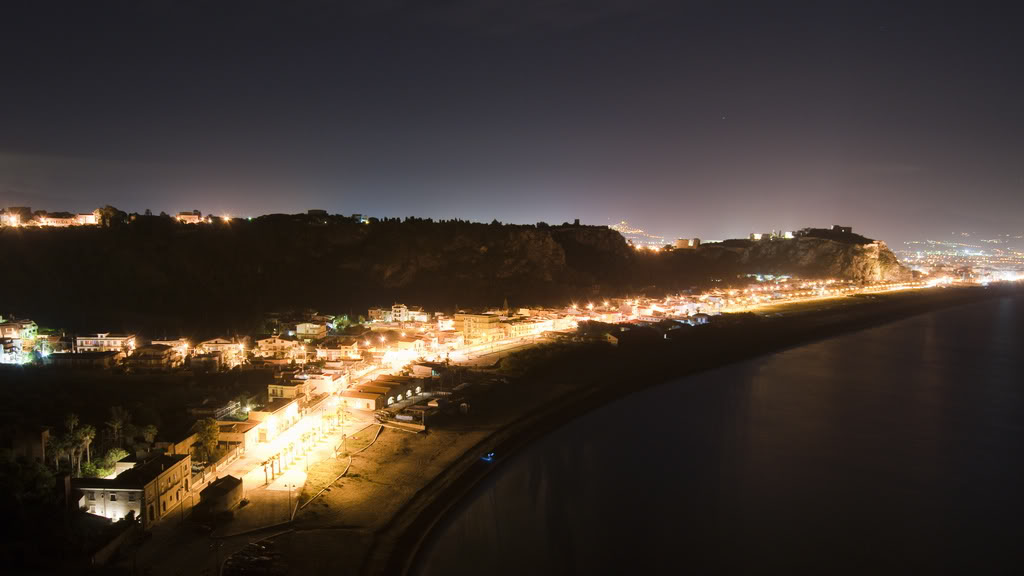
Vista notturna della Baia del Tono

### Clima
Milazzo ha un clima mediterraneo con evidenti caratteristiche subtropicali, caratterizzato da escursioni termiche molto contenute in tutto l'anno. Secondo la classificazione dei climi di Köppen la città fa parte della fascia climatica Csa.
Piovosità
La piovosità annua dell'area è di circa 850–900 mm. I mesi di maggiore precipitazione risultano essere gennaio, febbraio, novembre e dicembre. Negli ultimi decenni si è verificato un graduale cambiamento climatico, manifestato con l'accentuarsi di fenomeni a carattere temporalesco, talvolta estremi, che hanno evidenziato quindi una lenta tropicalizzazione dell'area.
Venti
Nell'area in questione, i venti predominanti e costanti, sia deboli che medi e forti, sono il Ponente (proveniente da Ovest) e, con frequenza minore, lo Scirocco (proveniente da Sud-Est).
Tale situazione si registra in tutti i mesi dell'anno ad eccezione dei mesi estivi, durante i quali diminuisce la frequenza dei venti forti.
I venti forti e fortissimi (7º-12º Scala Beaufort) si concentrano nei periodi autunnali ed invernali anche se si presentano con frequenze minori rispetto a quelli più deboli.
Per quanto riguarda il Ponente, la penisola di Milazzo offre, dal lato del porto, un buon riparo, mentre per lo Scirocco la baia (Mar di Levante) è scoperta. Il contrario avviene per il litorale opposto.

## Storia

### Dalle origini al dominio romano
Il nome della città appare legato a quello del fiume Mela che, fino alla seconda metà del XVI secolo, sfociava nel porto naturale e che caratterizza tutta l'idrologia della pianura alluvionale ai piedi del Monti Peloritani. L'origine dell'idronimo è da ricercarsi nell'Accadico “melu” o “milu”, col significato di “fiume che occasionalmente esonda”. Analoga origine avrebbero “Mella” (fiume in provincia di Brescia), “Melle” in prossimità di Oppido Mamertina (RC), "Mili" (ME), e “Mala”, il nome ittita del primo tratto dell'Eufrate. “Mileto” patria di Talete, sommersa dalle piene del fiume Meandro, e “Mileto” (RC) in prossimità del fiume Mesima, avrebbero analoga origine. Alla radice "melu" segue il suffisso "ake", indicativo di località, nel tempo variamente trasformato (-ace, -aci, -azzo), come in "Riace", "Milazzo" e in "Corazzo".
Il sito cittadino è frequentato sin dal Neolitico, ma le tracce più importanti sono i resti di villaggi fatti di capanne semicircolari, risalenti all'Età del bronzo e del rame nella zona del capo e dell'istmo. I villaggi sfruttavano la pianura alluvionale del Mela per l'irrigazione ed erano dediti alla lavorazione dei metalli. Di questo periodo fanno parte le necropoli ritrovate ai piedi del castello e sull'istmo, che segnano il passaggio tra le varie fasi storiche.
Fondata ed Ellenizzata dai greci calcidesi di Zancle (Messina) con il nome di Mylae (Μυλαί in greco antico significa macine, mulini) nel 716 a.C., si rese indipendente dalla madrepatria sino dal 550 a.C. I greci fondarono Mylai principalmente come avamposto militare per sorvegliare le vie d'accesso marittime e terrestri a Messina ma anche per la fertile pianura ed il porto naturale. Non si hanno ancora importanti resti archeologici greci dell città ma è probabile che il sito scelto fosse quello del castello (acropoli) e del borgo sottostante più vari nuclei abitati nella pianura. Nel 427 a.C., durante la Guerra del Peloponneso, fu assediata dall'ateniese Lachete. Dopo successive e numerose vicende che la videro contesa, la città fu sottratta ai Mamertini, nel 270 a.C., dal siracusano Gerone II uscito vittorioso da una difficile battaglia combattuta nei “Campi Milesi”.
Nel 260 a.C. le acque di Mylae divennero nuovamente teatro di battaglie, con lo scoppio della prima guerra punica, in cui si verificò il trionfo navale di Caio Duilio sull'armata dei Cartaginesi di Annibale Barca. Ciò permise l'affermarsi dell'egemonia romana sul mare. Nel 36 a.C. avvenne un'ulteriore battaglia decisiva, tra l'Imperatore Ottaviano e Sesto Pompeo. La città divenne importante base navale, tanto che l'Imperatore romano concesse il riconoscimento civico con l'aquila e con il motto “Aquila mari imposita– Sexto Pompeo superato”. Sotto il dominio dei Bizantini, Milazzo fu una tra le prime sedi vescovili della Sicilia.

### Dalla dominazione musulmana ai reali di Spagna
Con la sua espugnazione avvenuta nell'843 da parte di Fadhl Ibn Giafar, iniziò la dominazione musulmana. Durante questo periodo fu messa a capo di una nuova circoscrizione territoriale denominata "Vallo di Milazzo" e divenne un florido centro agricolo e commerciale. Nell'888 un'incursione navale da parte dei Bizantini si concluse in modo fallimentare.
Nel 1101 fu rifondata da Ruggero I d'Altavilla o Il Normanno, fu incorporata nel demanio regio e vide la costruzione dell'importante Dongione, ingrandito da Federico II di Svevia e di Alfonso V d'Aragona e inserito fra i "castra exenta" sotto la diretta giurisdizione reale. L'antico Vallo di Milazzo assunse la denominazione di "Comarca di Milazzo" con una potestà riservata ai magistrati civici, militari e giudiziari che durò sino al XVIII secolo.
Nell'agosto 1268, al comando di Guido Baccio da Pisa, quaranta galee sbarcarono a Milazzo con i partigiani di Corradino di Svevia, sconfitti i normanni, la città e il castello furono tenuti dai fedeli di Corradino sino alla disfatta di Tagliacozzo che passò il governo della Sicilia agli Angioini. Nella guerra del Vespro del 1282 Milazzo venne alternativamente occupata dai due sovrani contendenti Carlo I d'Angiò e Pietro d'Aragona. Negli ultimi mesi del 1295 si tenne un'Assise del Real Parlamento di Sicilia, allora itinerante, convocato da Federico III d'Aragona, per valutare il tradimento del fratello Giacomo che si era impegnato a cedere, dopo averne cacciato il fratello, l'intera isola a Carlo I d'Angiò.
Accresciuta d'importanza e nuovamente potenziata da imponenti fortificazioni per opera degli spagnoli, ospitò più volte i Viceré e i Luogotenenti di Sicilia. Ebbe numerosi privilegi civili, militari ed economici grazie ai monarchi spagnoli, ma già avuti in precedenza da Federico di Svevia, Federico d'Aragona, Giacomo II d'Aragona, Martino II ed Alfonso V.

### Dall'età cinquecentesca all'Unità d'Italia

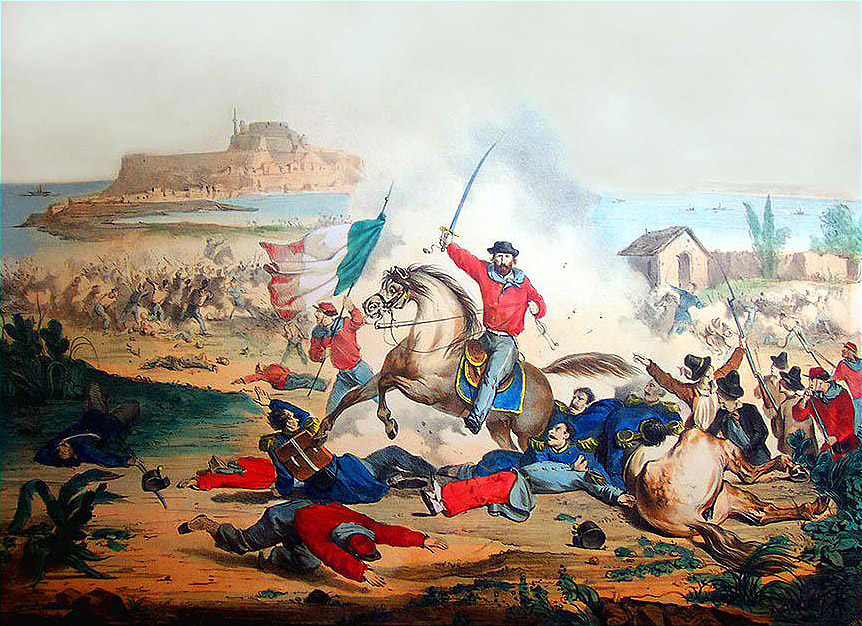
Garibaldi si getta nella mischia durante la battaglia di Milazzo

Nel 1523 il Viceré Ettore Pignatelli vi soffocò la congiura contro la corona di Spagna promossa dai fratelli Imperatore; nel 1539 vi ritrovò rifugio il viceré Ferdinando Gonzaga dalla rivolta popolare di Messina. Vanamente assalita nel luglio 1544 dall'armata barbaresca di Hajreddin Barbarossa, nell'agosto 1571 fu scelta da Don Giovanni d'Austria quale centro di raduno e d'imbarco del contingente siculo-spagnolo aggregato all'armata cristiana alla fonda a Messina e prossima a conseguire la vittoria sui turchi ottomani nella battaglia di Lepanto. Nella guerra franco-spagnola seguita alla Rivolta antispagnola di Messina (1674-1678), Milazzo rimase a sostenere gli spagnoli. Gli ultimi guizzi del dominio spagnolo si esaurirono nel 1713, quando la sovranità della Sicilia passò a Vittorio Amedeo II di Savoia. Nel 1718-1719 s'esaurì nel duro e vano assedio di Milazzo - difesa degli austro-piemontesi - il piano del Viceré spagnolo Marchese di Lede di riconquistare la Sicilia. Durante tale assedio gravi furono i danneggiamenti e le distruzioni del patrimonio storico e monumentale della città. Nelle guerre napoleoniche gli Inglesi la fecero loro piazza d'armi, e base del sistema difensivo ed offensivo britannico nell'isola. Durante i moti risorgimentali del 1848 Milazzo fu al centro degli avvenimenti legati all'assedio e all'eroica difesa di Messina. Il 20 luglio 1860, Giuseppe Garibaldi, coronando con la cruenta battaglia campale vinta sui Borbone, pose i presupposti per la liberazione di tutta l'Italia meridionale e per il compimento dell'unità nazionale. Con l'avvento del Regno d'Italia, la città perse la sua importanza strategica - militare e il Castello nel 1880, su ordine nazionale, venne declassato da piazzaforte reale a carcere giudiziario mandamentale.

### Gli anni delle due Guerre Mondiali
Nella Prima guerra mondiale, Milazzo divenne campo di prigionia per i militari austro-ungarici. Durante la Seconda guerra mondiale, la città subì massicci e cruenti bombardamenti; come conseguenza numerosi edifici furono rasi al suolo. Assieme a Catania, Augusta e, soprattutto, Palermo, fu anche individuata quale zona da sbarco nel piano inglese d'invasione della Sicilia, denominato "Whipcord", che doveva effettuarsi il 9 dicembre 1941 ma annullato il 30 ottobre 1941. Nel luglio 1943, quando l'invasione attuata con lo sbarco in Sicilia era in pieno svolgimento, il porto di Milazzo venne potenziato notevolmente nelle sue difese quale importante centro marittimo, ferroviario e militare. Il 14 agosto 1943 le truppe del 15º gruppo tattico reggimentale della III divisione di fanteria americana occuparono Milazzo a seguito del disimpegno del 71º reggimento di fanteria tedesca appartenente alla 29ª divisione Panzergrenadier.
Nel 1946 da Milazzo partì una delle più grandi rivolte di lavoratori della storia siciliana, quando le Gelsominaie iniziarono un duro sciopero per chiedere condizioni di lavoro più dignitose. A loro si unirono in seguito altre categorie di lavoratori che ottennero finalmente salari più elevati.
Il 3 giugno 1993, Milazzo fu teatro di una tragedia avvenuta nella raffineria della cittadina: Un'esplosione all'interno dell'impianto "Topping 4" causò la morte di sette operai.
Il 27 settembre 2014 nella raffineria di Milazzo si verificò un incendio di vaste proporzioni ed un'esplosione al serbatoio numero 513. Fortunatamente non ci furono vittime e dopo diverse ore l'incendio venne estinto.

### Simboli
Lo stemma è stato riconosciuto con decreto del capo del governo del 21 febbraio 1933. Il gonfalone è un drappo di rosso.
Lo stemma del Comune di Milazzo presenta un'aquila imperiale romana coronata che sorvola il mare su sfondo rosso. L'aquila tiene tra gli artigli la scritta "S.P.Q.M." Il motto sottostante recita: "AQUILA MARI IMPOSITA SEXTO POMPEO SUPERATO".
Questo stemma simboleggia la vittoria di Ottaviano su Sesto Pompeo, celebrando la posizione strategica di Milazzo sul mare. Infatti la frase latina "AQUILA MARI IMPOSITA SEXTO POMPEO SUPERATO" si traduce in italiano come:
- "Aquila mari imposita": "L'aquila posta sul mare"
- "Sexto Pompeio superato": "dopo la sconfitta di Sesto Pompeo"

Questo motto, presente nello stemma del Comune di Milazzo, celebra la vittoria di Ottaviano su Sesto Pompeo nella Battaglia di Nauloco del 36 a.C., sottolineando la posizione strategica di Milazzo sul mare e il suo ruolo nella storia romana.

## Monumenti e luoghi d'interesse

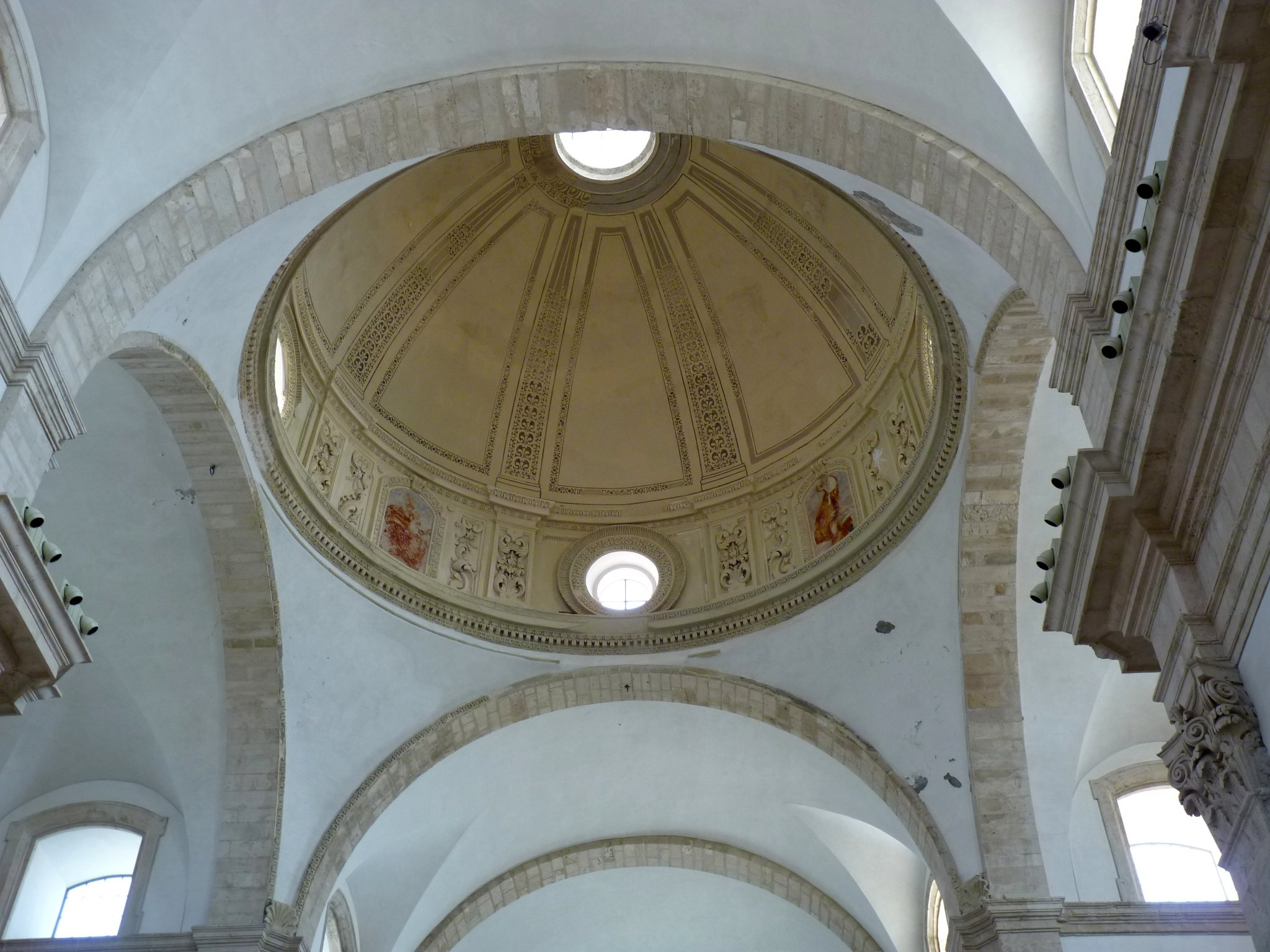
La Cupola del Duomo Antico

### Architetture religiose

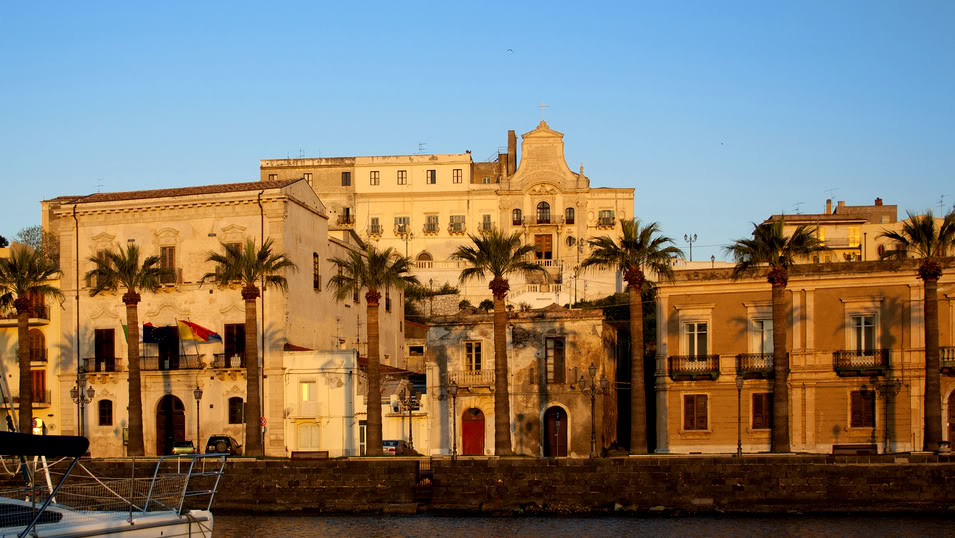
Vista del Santuario di San Francesco di Paola e di Palazzo D'Amico, sul lungomare Garibaldi.

Un primo monumento di grande interesse è il Duomo antico. Si trova all'interno della città fortificata, e la sua costruzione fu iniziata nel 1608 su disegni di Camillo Camilliani, allievo di Michelangelo. Il duomo fu costruito in sostituzione della vecchia chiesa madre di Santa Maria, abbattuta nel 1568 per motivi strategico-militari. I lavori di abbellimento e di completamento della nuova opera si protrassero fino al 1700 circa.
Tra il Duomo Antico e il Castello, vi è il restaurato Palazzo dei Giurati, successivamente sede dell'antico Senato della città.

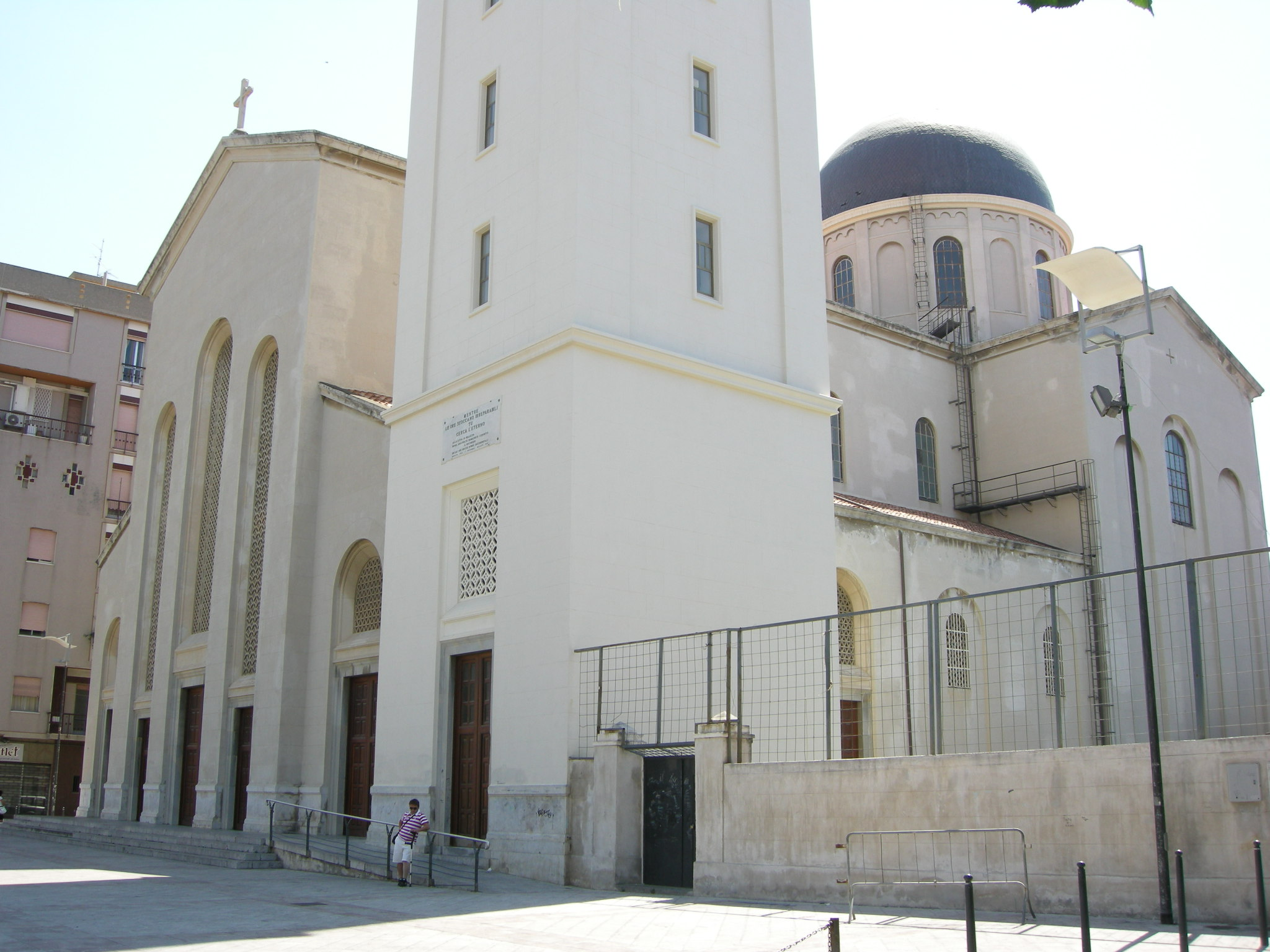
Il "Duomo nuovo".

Il Duomo Nuovo (Cattedrale) è consacrato a Santo Stefano protomartire. L'edificio, a tre navate, fu costruito su progetto dell'architetto Francesco Valenti, a partire dal 1937 ed inaugurato al culto nel 1951. Altre chiese di grande interesse si trovano lungo il borgo antico, la zona marinara di Vaccarella e lungo le strade del centro.
Al borgo antico (Città Spagnola) vi sono la chiesa di San Rocco (1575), la chiesa dell'Immacolata Concezione (1640), la chiesa del Santissimo Salvatore (1616), la chiesa di Nostra Signora del SS. Rosario (eretta nel XVI secolo, e sede del Tribunale dell'Inquisizione fino al 1782), la chiesa di San Giuseppe (1565), e per finire il santuario di San Francesco di Paola. Questo è l'unico santuario del santo presente in Sicilia, ed è stato costruito, tra il 1464 e il 1467, per suo volere durante il soggiorno in città, dove la tradizione riporta numerosi miracoli.
Proseguendo verso Capo Milazzo troviamo, oltre alla chiesa della SS. Trinità e alla chiesa dell'Addolorata (1810-1813), il santuario di Sant'Antonio da Padova.
Situato nella parte finale del promontorio, è un vero e proprio rifugio rupestre, dove il santo trovò riparo dopo essere naufragato sulle coste nel gennaio 1221; trasformato in luogo di culto (1232), successivamente al 1575 assunse l'aspetto giunto fino a noi.
Nel quartiere di Vaccarella è possibile ammirare la chiesa di Santa Maria Maggiore, edificata tra il 1610 e il 1621. Dal punto di vista storico, è legata all'epopea dei Mille per il riposo da campo che Giuseppe Garibaldi si concesse nella notte tra il 20 ed il 21 luglio 1860, al termine della battaglia contro le forze borboniche.
Sono presenti anche la chiesa di San Giacomo Apostolo (1434), la chiesa della Madonna del Carmine (1574-1577) e la piccola chiesetta di Santa Caterina d'Alessandria (eretta in epoca bizantina, presente nell'attuale "Quartiere Bizantino").
All'interno di una masseria, poco fuori Milazzo si trova la Cuba di Milazzo.

#### Chiesa di San Papino
Nella zona prospiciente al litorale di ponente, nella parrocchia del SS. Crocifisso sorge la chiesa di San Papino Martire (Παππίου-Pappio) (IV secolo) dove secondo la tradizione, nel 580 d.C. circa arrivarono alcune reliquie dalla lontana Armenia Maggiore, all'interno custodisce un Crocifisso ligneo opera di Giovan Francesco Pitorno, meglio noto come frate Umile da Petralia del 1632-1633.
In periferia, nella frazione di Santa Maria delle Grazie, è da segnalare la chiesa dedicata a Santa Maria delle Grazie, il cui culto risale al '500, quando sul luogo furono segnalate alcune apparizioni della Vergine col Bambino. Nella frazione di Parco Nuovo è situata l'antica chiesa di Maria SS. del Boschetto. Inoltre a Santa Marina di Milazzo si trova la chiesa di Santa Marina Vergine edificata in epoca normanna intorno al sec. XII, e successivamente riedificata nel 1646.
Inoltre, vi sono presenti, oltre a quelle già elencate, un alto numero di chiese, molte delle quali erette in tempi più recenti, come la chiesa Sacro Cuore di Gesù o quella dedicata alla Trasfigurazione del Signore Gesù Cristo e consacrata nel 2020.

### Architetture civili

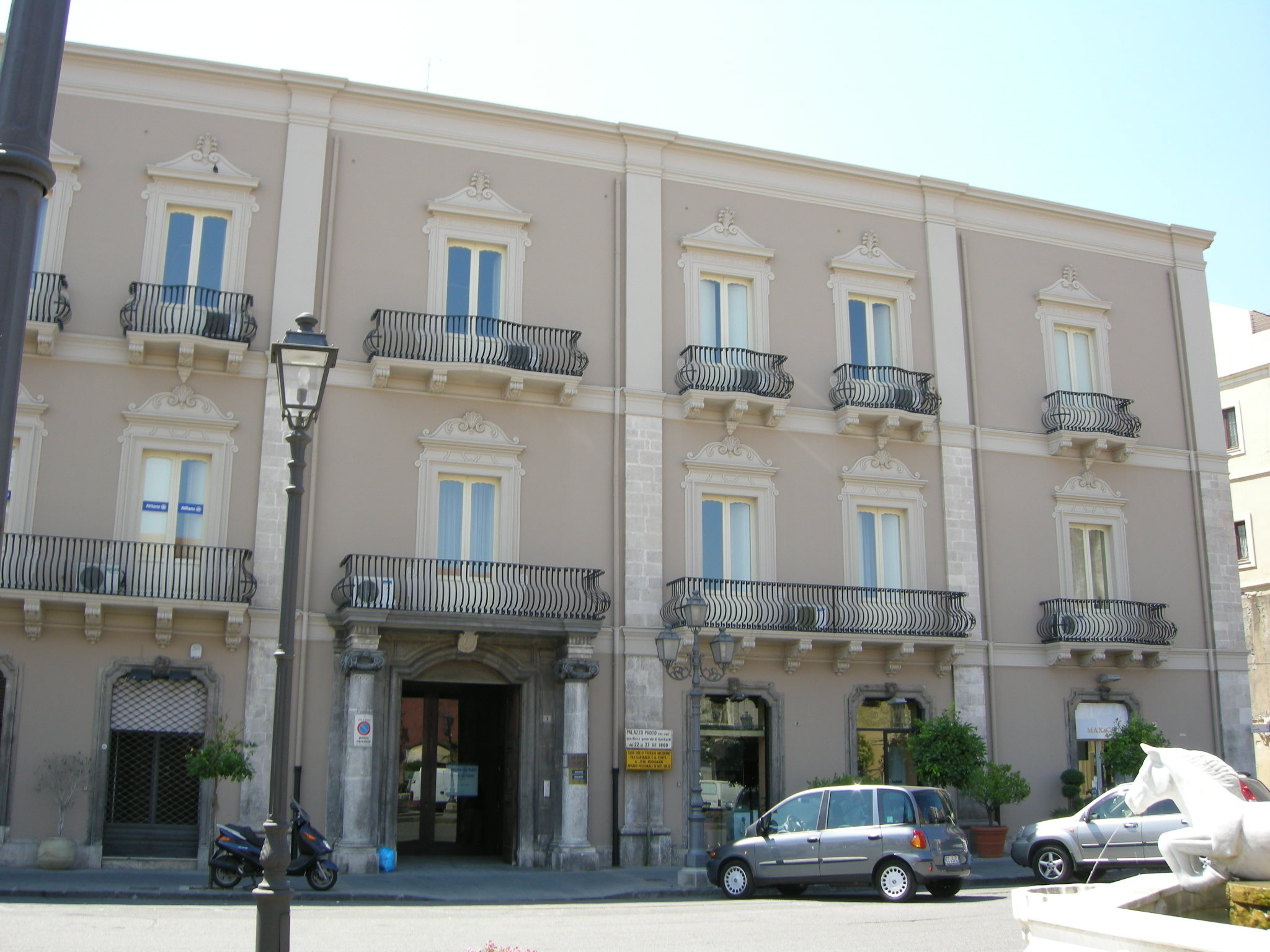
Palazzo Proto

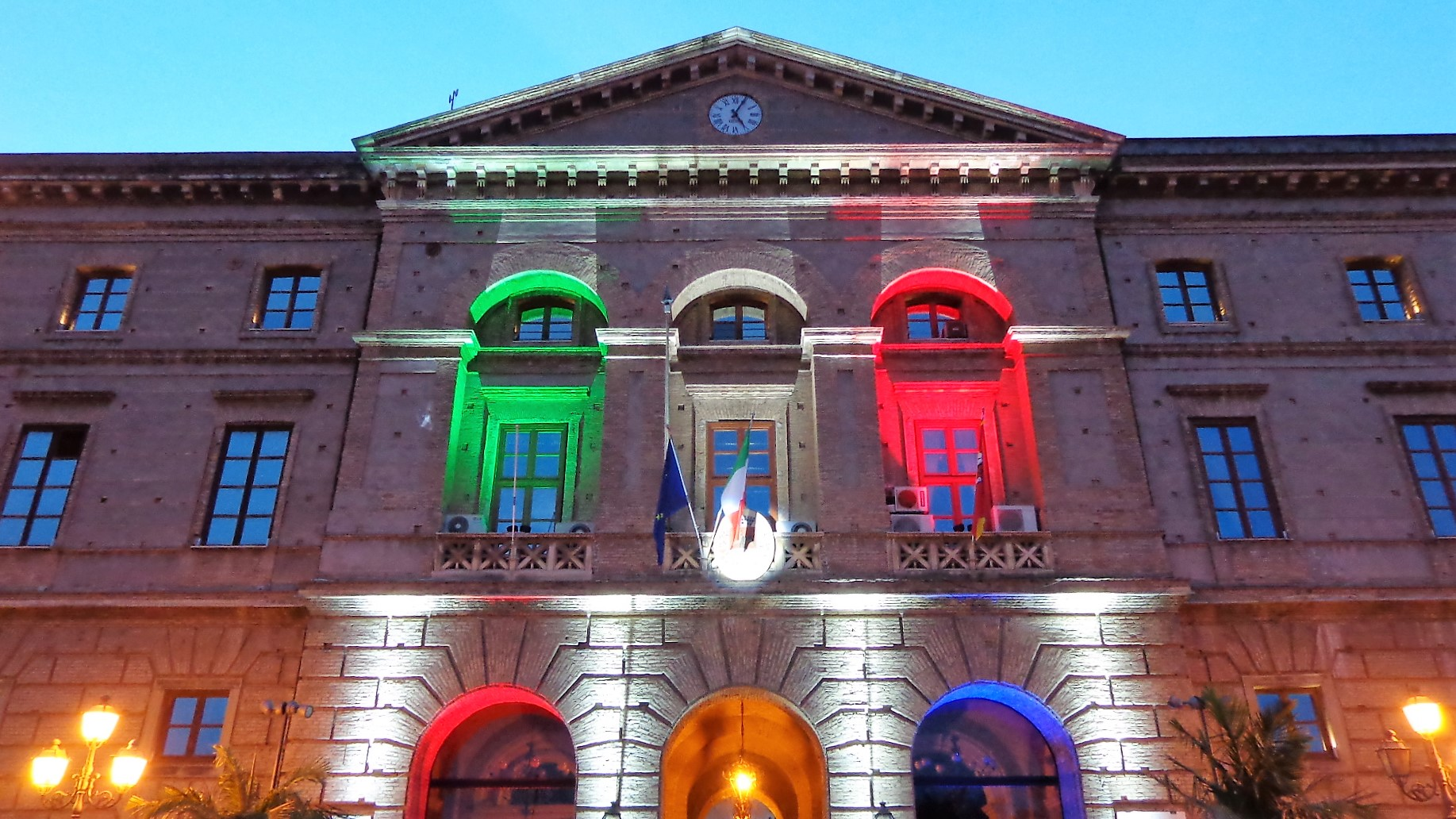
Palazzo comunale

Numerosi sono i palazzi delle antiche famiglie milazzesi. Di notevole interesse è il Palazzo Municipale, sito in via Francesco Crispi.

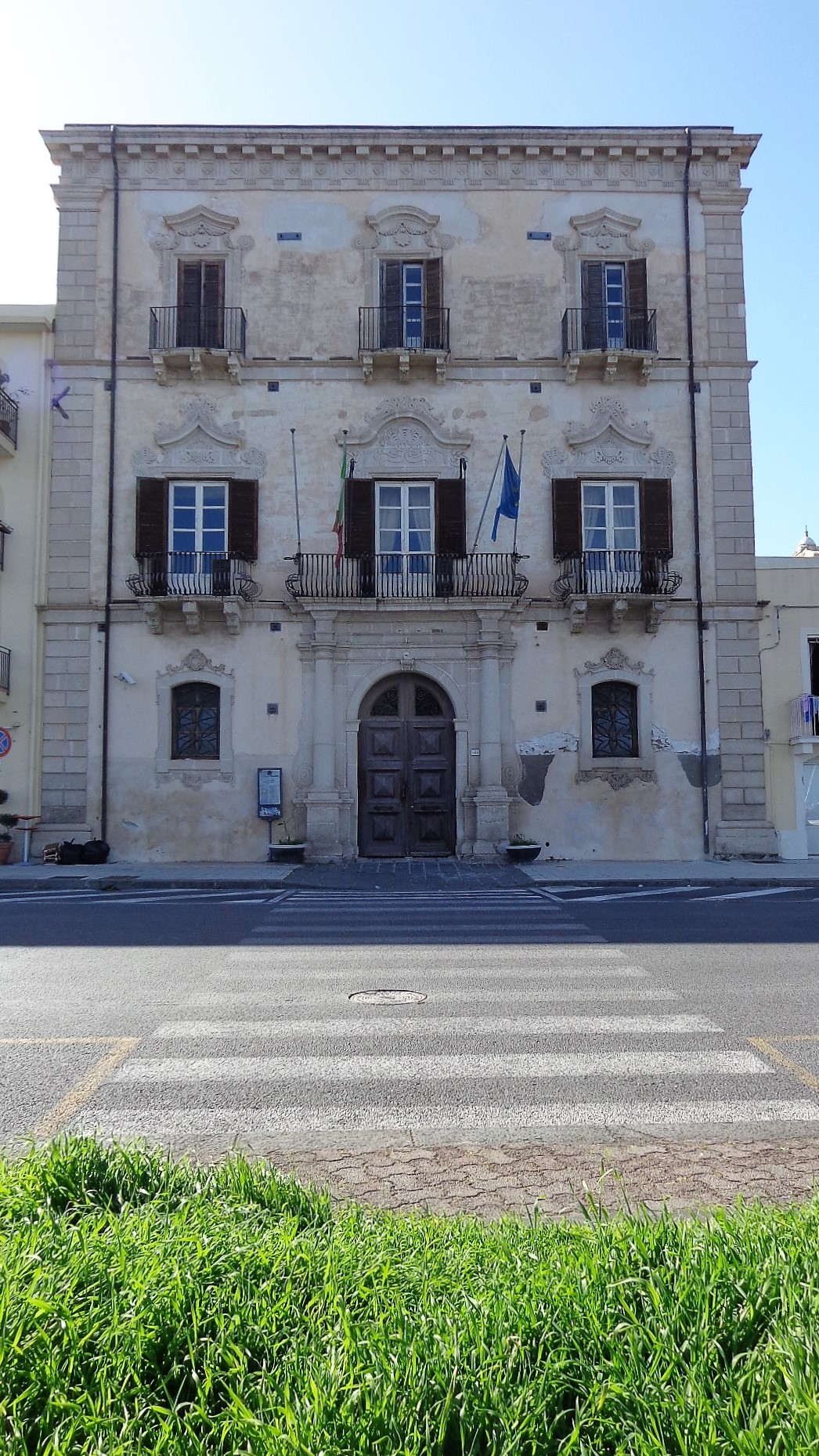
Palazzo D'Amico
Il settecentesco palazzo dei marchesi D'Amico, proprietari di tonnare e vigneti sino alla metà del secolo scorso, si trova sul lungomare di Milazzo, poco prima del quartiere marinaro di Vaccarella. L'austera facciata della prima metà del XVIII secolo è ingentilita da decorazioni in pietra da tagli. Restaurato di recente, ospita la biblioteca comunale ed è sede di convegni ed esposizioni. Nei locali del piano nobile spiccano cimeli risorgimentali, quali lo scrittoio ed il letto utilizzati da Giuseppe Garibaldi nella vicina Merì alla vigilia della storica Battaglia di Milazzo del 20 luglio 1860, nonché un suo ritratto. Il secondo piano che era la zona residenziale della famiglia, oggi è adibito a biblioteca comunale e sala lettura. Il materiale posseduto è suddiviso in fondo moderno (costituito da più di 25000 volumi) ed antico (supera gli 11000 volumi). L'archivio storico, un tempo ospitato dalla biblioteca, dal 1996 costituisce una sezione separata presso il Palazzo Comunale. Altre opere ospitate sono un quadro del 1898 di Bruno Menotti, raffigurante il patriota e senatore Domenico Piraino, ed un busto marmoreo di Umberto I, risalente al 1881 ed opera del milazzese Francesco Greco.
Ville

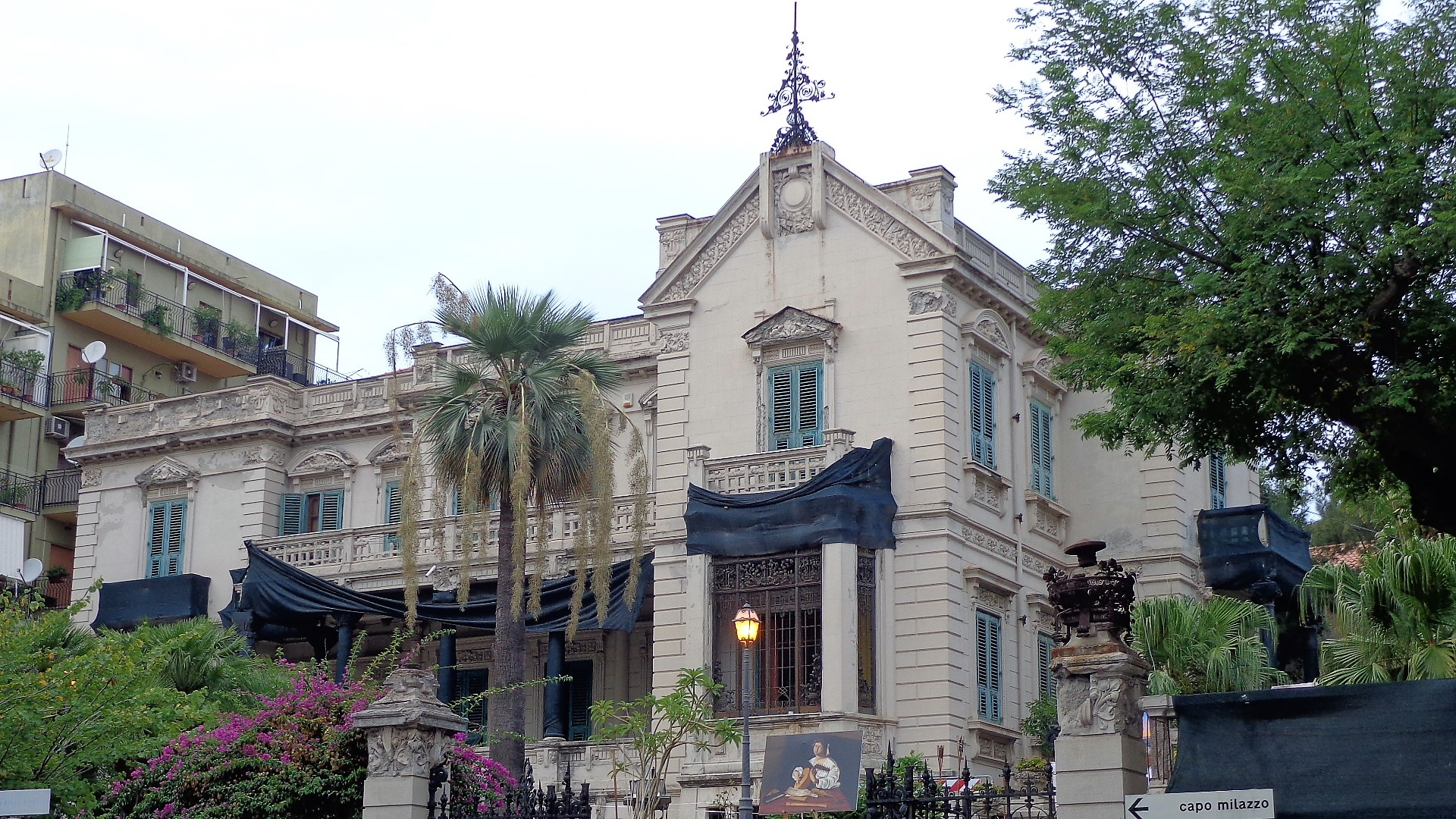
Villa Vaccarino

Nelle frazioni di Capo Milazzo e della Piana vi sono diverse ville padronali, tra le quali, nella zona di Capo Milazzo Villa Lucifero (secoli XVII-XIX), Villa Proto già Siragusa, in stile moresco, (primo '900), Villa Paradiso (secoli XVIII-XIX), Villa Vece, Villa Muscianisi già dei frati Minimi di S. Francesco di Paola, Villa Le Donne oggi Caruso (prima metà dell''800), Villa Gamberini oggi Comandè, Villa Ryolo (1822), Villa Calcagno già Zirilli (1882), Villa Bonaccorsi, nella parte bassa Villa Vaccarino (1929), Villino Greco (1907), Villa Zirilli (sec. XIX), Villa Bevaqua e Villa Cumbo.
Monumenti

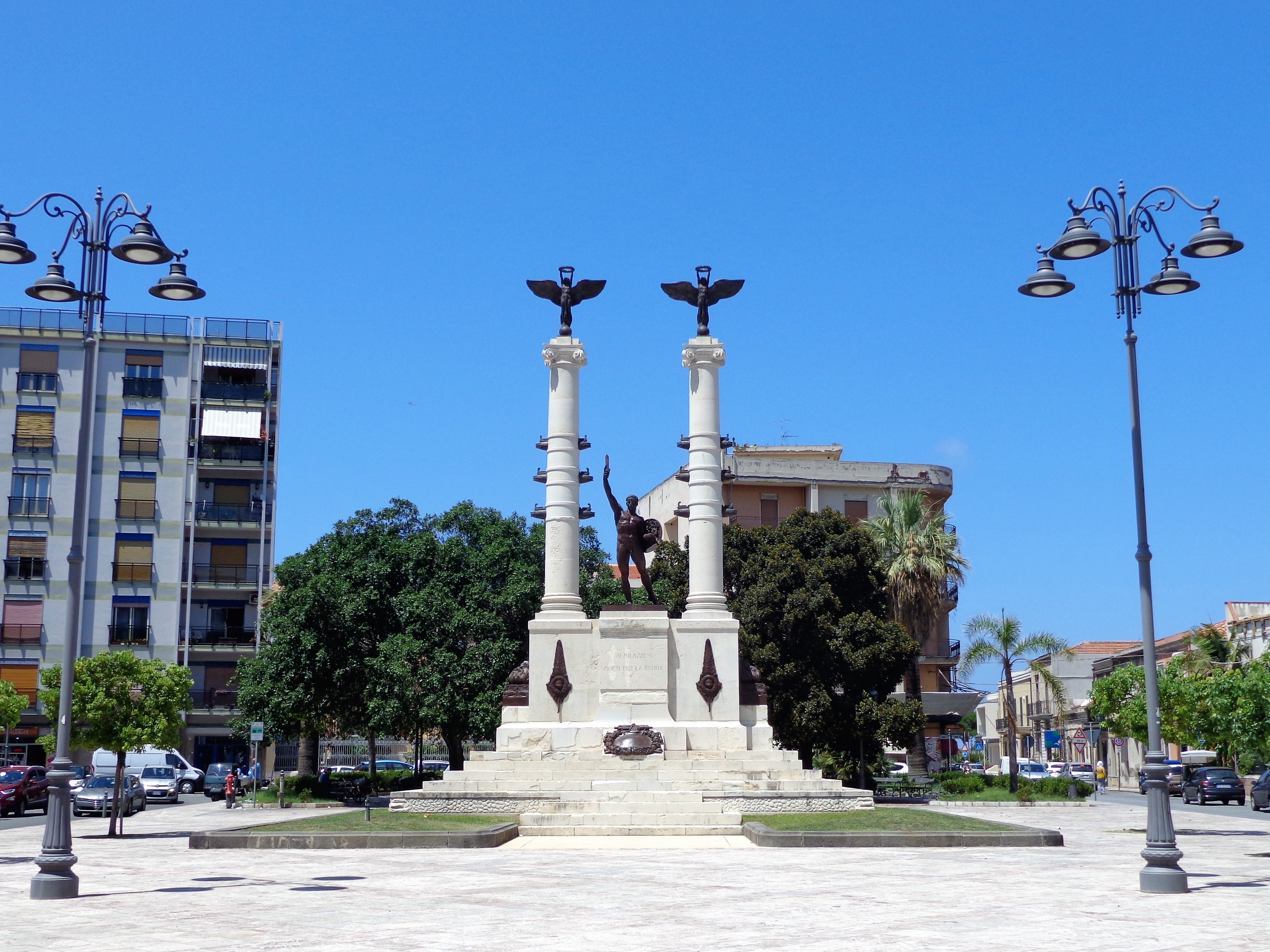
Caduti Milazzesi per la Patria

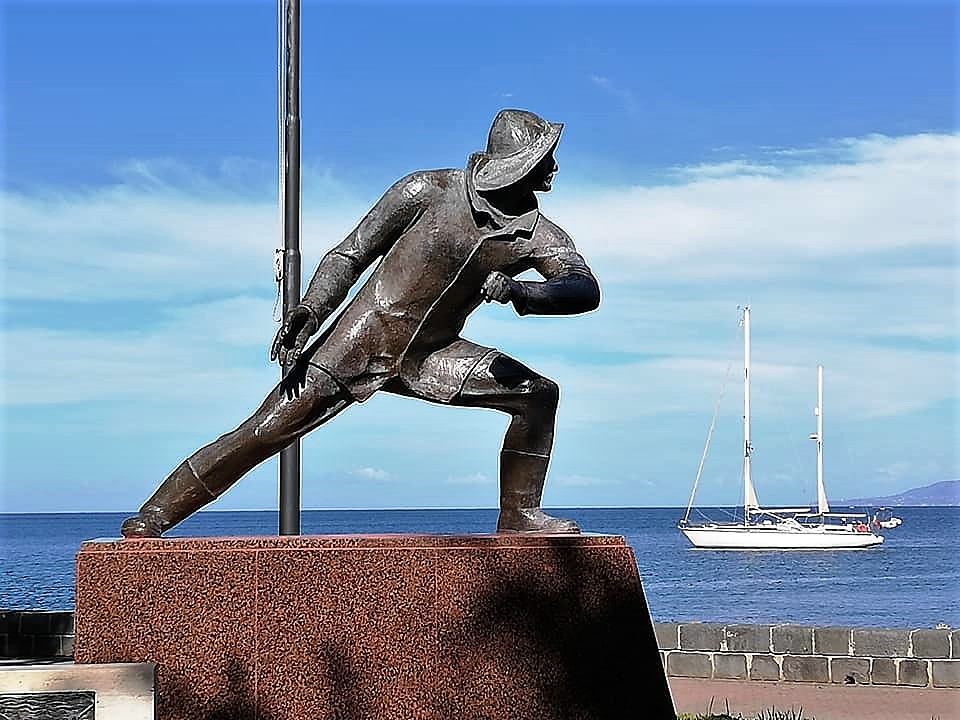
Statua a Luigi Rizzo

Altri monumenti importanti sono: i Caduti Milazzesi per la Patria (situata in piazza Roma ed eretta nel 1924); la mitica e antica Fonte del Mela (situata di fronte alla chiesa del Carmine); la Statua della Libertà, costruita in onore di Garibaldi; la Statua di Luigi Rizzo; il monumento Ponte di Milazzo, eretto per ricordare la celebre battaglia del 20 luglio 1860, e il grande mosaico pavimentale che raffigura lo stemma comunale, situato nell'atrio della chiesa del Carmine.
Statua della Libertà
Opera dello scultore milazzese Francesco Greco ed inaugurata alla presenza di Francesco Crispi il 20 luglio 1897, si erge a metà del percorso del Lungomare Giuseppe Garibaldi. Nello slanciato piedistallo fregiato da iscrizioni vi sono bei rilievi in bronzo raffiguranti a sinistra Giuseppe Garibaldi appiedato in atto di difendersi con la sciabola da un cavaliere borbonico, e a destra il riposo del generale sulla soglia della chiesa di Santa Maria Maggiore. Sopra l'alto basamento è raffigurata la Libertà, in marmo, con ai piedi le catene spezzate; tiene alta con la destra una fiaccola e posa la sinistra su uno scudo. Dalla resa convenzionale, la statua ricorda il noto monumento di New York. Fu realizzata per celebrare i caduti nella battaglia che oppose Garibaldi e le sue truppe all'esercito borbonico.

### Il Borgo antico

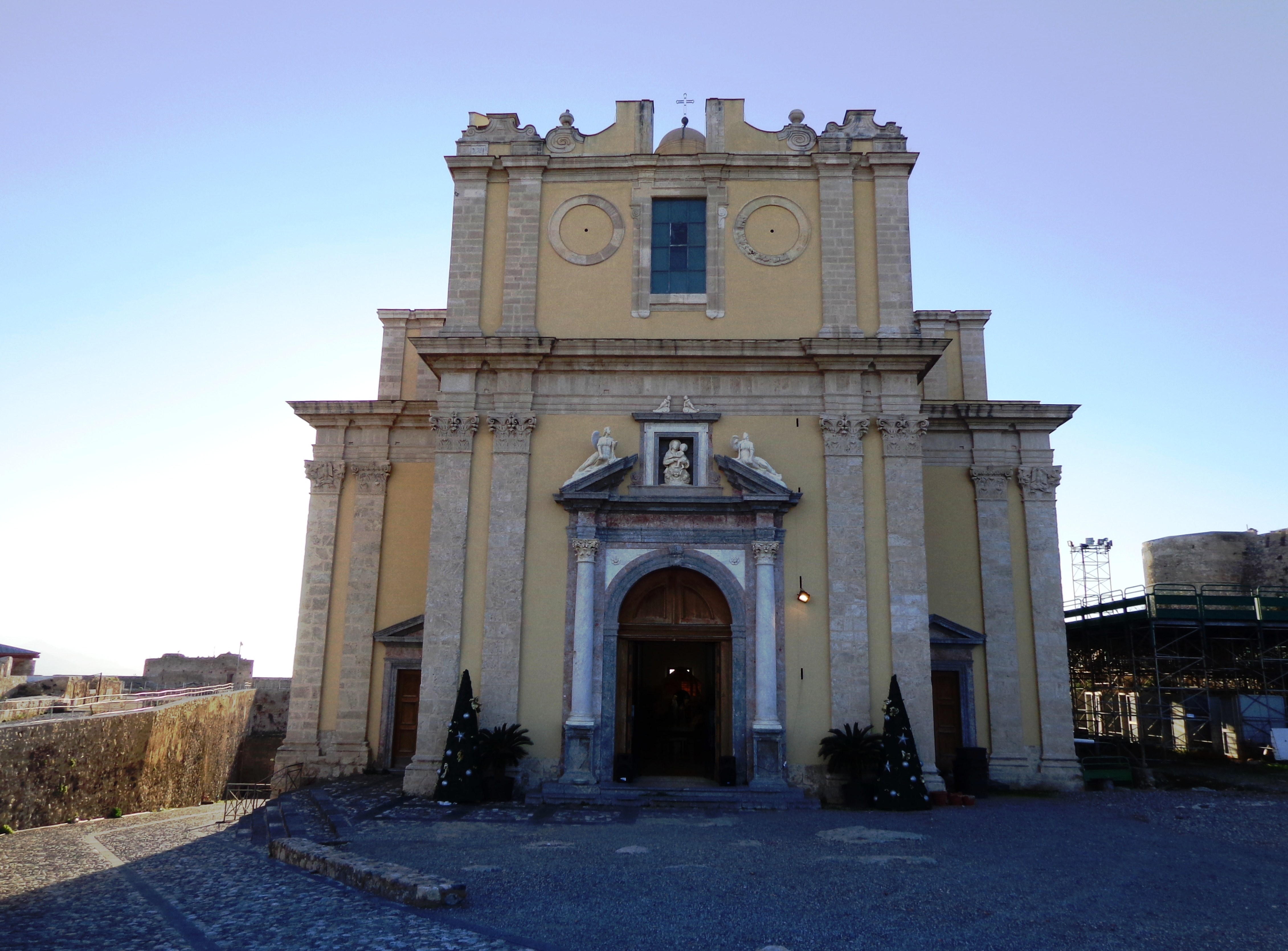
Duomo antico, prospetto

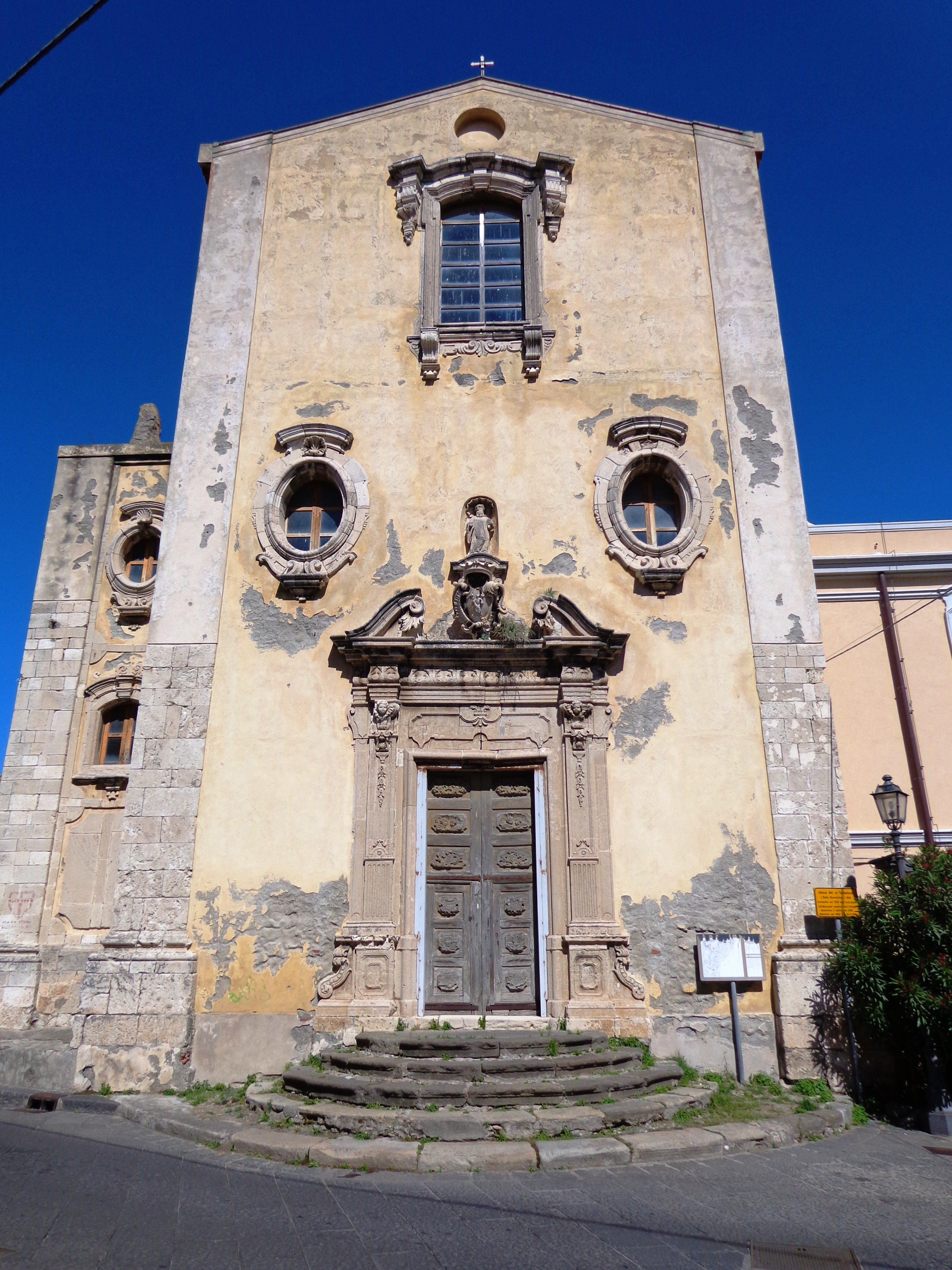
Chiesa del Santissimo Salvatore del nuovo monastero dei Benedettini

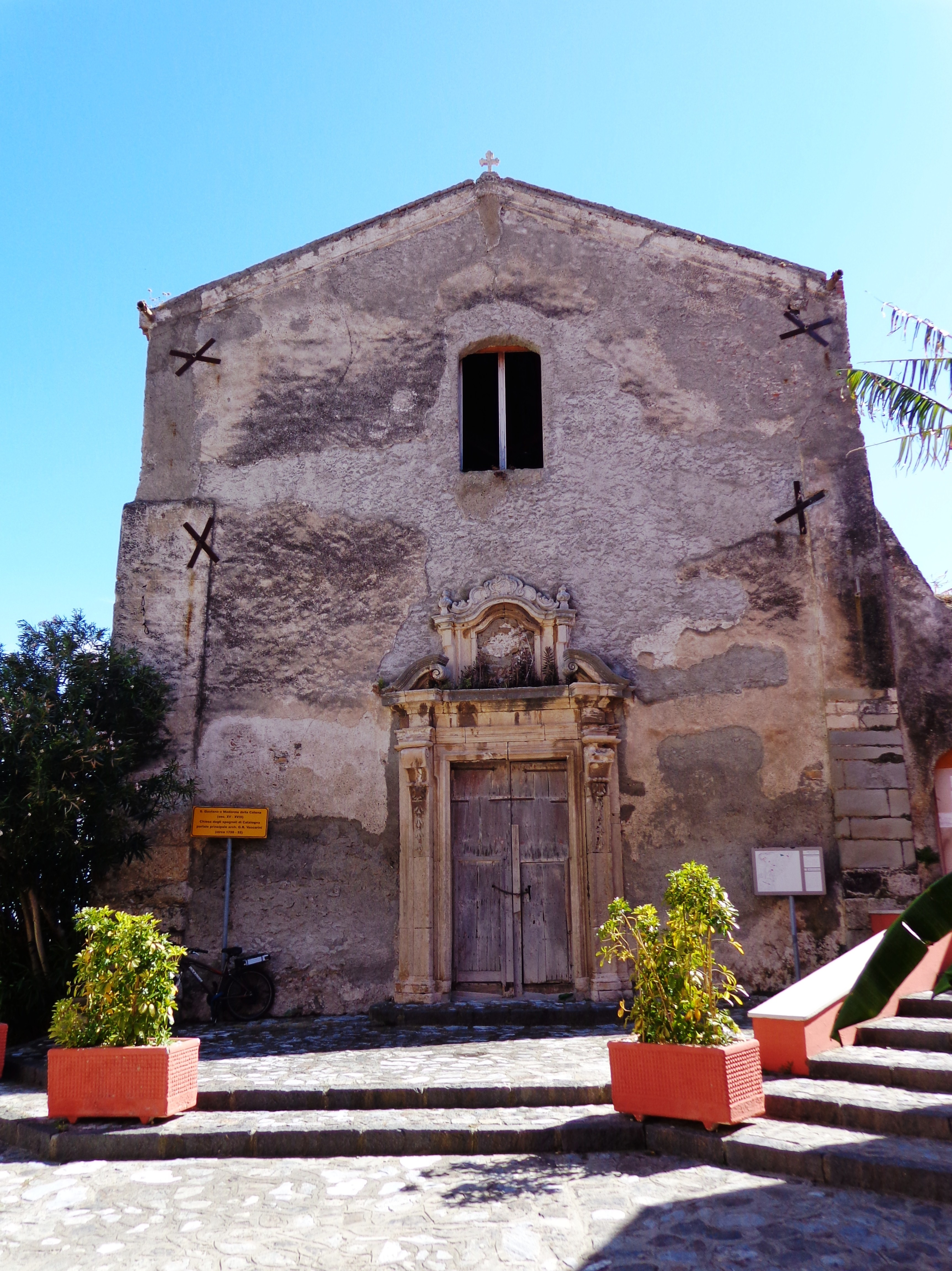
Chiesa di San Gaetano

Il patrimonio monumentale pervenuto, costituito da chiese, conventi e monasteri, e palazzi nobiliari, attesta la formazione dell'impianto del borgo primitivo tra il XV e il XVIII secolo.
L'aumento della popolazione, il crescente sviluppo urbanistico, la necessità di acquisire nuovi spazi, una relativa sicurezza dovuta allo scemare degli attacchi di barbari o di pirati grazie a nuovi sistemi difensivi, l'esercizio di attività legate alla pesca e alla marineria in generale, porta alla costituzione di nuclei abitativi e lavorativi posti al di fuori del perimetro della Città Murata. Sulla direttrice nord-sud e verso levante sorgono gli insediamenti fuori le mura che danno origine al primitivo Borgo antico di Milazzo. Le propaggini del costituendo borgo raggiungono i versanti marini di levante e di ponente dovute all'intensificazione delle attività legate alla pesca mentre più a sud si concentrano le attività portuali e commerciali che perpetuano le tradizioni millenarie della popolazione milazzese.
Al pari degli Normanni, nell'opera d'urbanizzazione inconsapevolmente sono distrutti o ricoperti o rinvenuti o parzialmente rimodulati interessanti insediamenti delle varie epoche. Elenco delle principali chiese presenti o documentate nel Borgo antico di Milazzo.
Elenco dei principali monumenti presenti nel Borgo antico di Milazzo:
- ?, Insediamento preistorico ai Cappuccini.
- 1568, Palazzo dei Viceré e dei Governatori edificato per opera del barone Vincenzo Baele. Proprietà dei baroni Baele, baroni Lucifero, D'Amico - Marullo. Dimora di Don Giovanni d'Austria dal 1571, dei Viceré di Sicilia e i luogotenenti del Regno di Sicilia in visita a Milazzo. Ospita Marcantonio Colonna, Don Pedro Téllez-Girón y Velasco Guzmán y Tovar III duca di Osuna, il Principe Emanuele Filiberto di Savoia, l'ammiraglio olandese Michiel Adriaenszoon de Ruyter e Lord William Henry Cavendish-Bentinck. Duplice soggiorno di Luigi Filippo d'Orleans, futuro re dei francesi, con la consorte Maria Amalia di Borbone, ospiti a Milazzo durante l'esilio a Palermo. Appartiene dal 1956 all'ente morale "Regina Margherita", è sottoposto a vincolo di tutela come edificio di rilevanza storico - artistica.
- ?, Grotta di Polifemo, è ubicata alla base dell'acrocoro su cui sorge la Rocca e il Castello. I racconti epici narrano della spelonca come l'antica dimora in cui Polifemo imprigiona l'astuto Ulisse con i suoi uomini. La narrativa dell'Odissea racconta di Polifemo che governa gli armenti del dio Sole nella terra chiamata Chersoneso d'oro[12] (Aurea Chersonesus)[13][14] cantata dai greci per la bellezza, il clima e la fertilità, quando Ulisse, uomo dal multiforme ingegno, vi approda dopo un naufragio. Durante l'epidemia di peste del 1565 è adattata a lazzaretto, similmente nel 1575. L'antro naturale ospita nel XVII secolo le strutture per la fabbricazione di polvere da sparo e salnitro. Ampliata dal Genio militare nel 1943 per consentire l'installazione delle artiglierie durante il secondo conflitto mondiale. Utilizzata come ritrovo musicale e attrattiva naturale negli anni 1960-1970, oggi è chiusa al pubblico e versa in stato di totale abbandono.

Elenco dei principali edifici presenti o documentati nella Cinta muraria spagnola:
- 1527, Primitivo duomo di Santa Maria e Arco trionfale di Santa Maria.
- 1616 - 1637, Chiesa del Salvatore e monastero delle Benedettine.[11] Derivati in seguito nella chiesa del Salvatore e monastero delle Benedettine ubicati al di fuori della Città Murata.
- ?, Palazzo dei Giurati o Casa di Città o Casa de la Ciudad sede del Senato della città (?).
- ?, Chiesa dell'Annunziata al Castello edificata presso il Baluardo delle Isole.
- ?, Chiesa di San Nicolò nella Città Murata, demolita all'inizio del XVII secolo per la costruzione del duomo Antico di Santo Stefano. Edificio di culto documentato e non più esistente.[11]

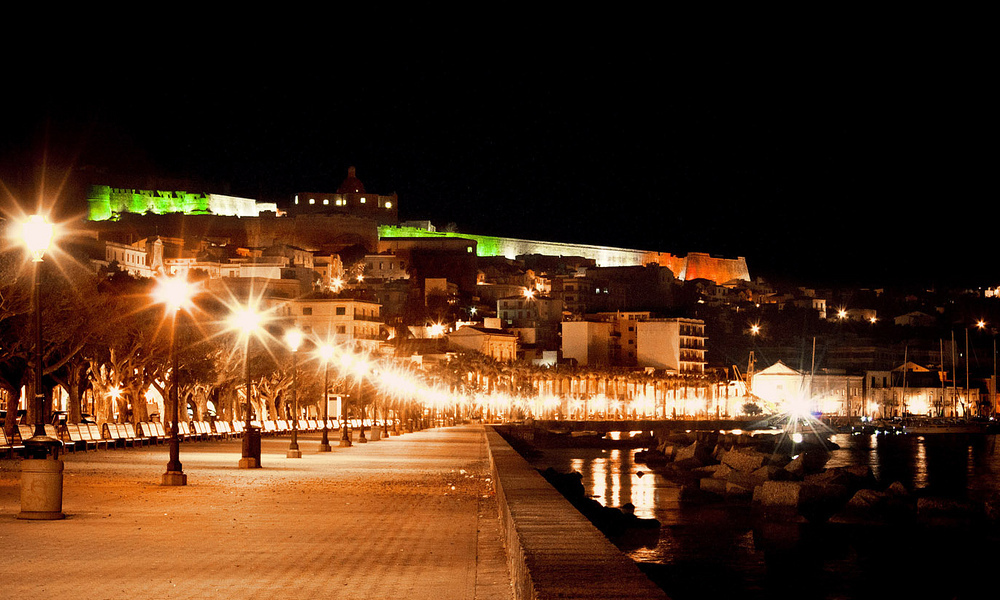
Il Castello di Milazzo, illuminato in occasione del 150º anniversario dell'Unità d'Italia

- ?, Chiesa di Sant'Antonio nella Città Murata, demolita all'inizio del XVII secolo per la costruzione del duomo Antico di Santo Stefano. Edificio di culto documentato e non più esistente.

### Architetture militari
Il monumento più importante della città è il Castello di Federico II: bene nazionale e dell'Unione europea, si estende su un'area di oltre 7 ettari, costituisce una vera e propria cittadella.
Le prime fortificazioni sono databili al periodo normanno.
Nell'XI secolo i Normanni diedero vita al primo nucleo dell'odierno castello, sulle rovine delle vecchie dominazioni. Successivamente, gli Svevi, aggiunsero altre strutture, gli Aragonesi ne adeguarono l'impianto difensivo, gli Spagnoli lo circondarono di una poderosa cinta muraria. Particolare interessante è un disegno stilizzato il pietra lavica in uno spigolo delle mura medievali. Divenuta cittadelle fortificata, nel 1860 fu l'ultimo baluardo borbonico prima della conquista di Messina da parte dei Mille di Garibaldi.
Nel 1928 è venuta alla luce una gabbia di tortura, che conteneva uno scheletro umano mancante degli arti inferiori. Oggi la gabbia è un reperto del Museo Criminale di Roma.

## Musei
Oltre ad essere stato luogo di ritrovamento di numerosi reperti presenti al Museo archeologico regionale di Siracusa, la città possiede:
MuMa Museo del Mare Milazzo

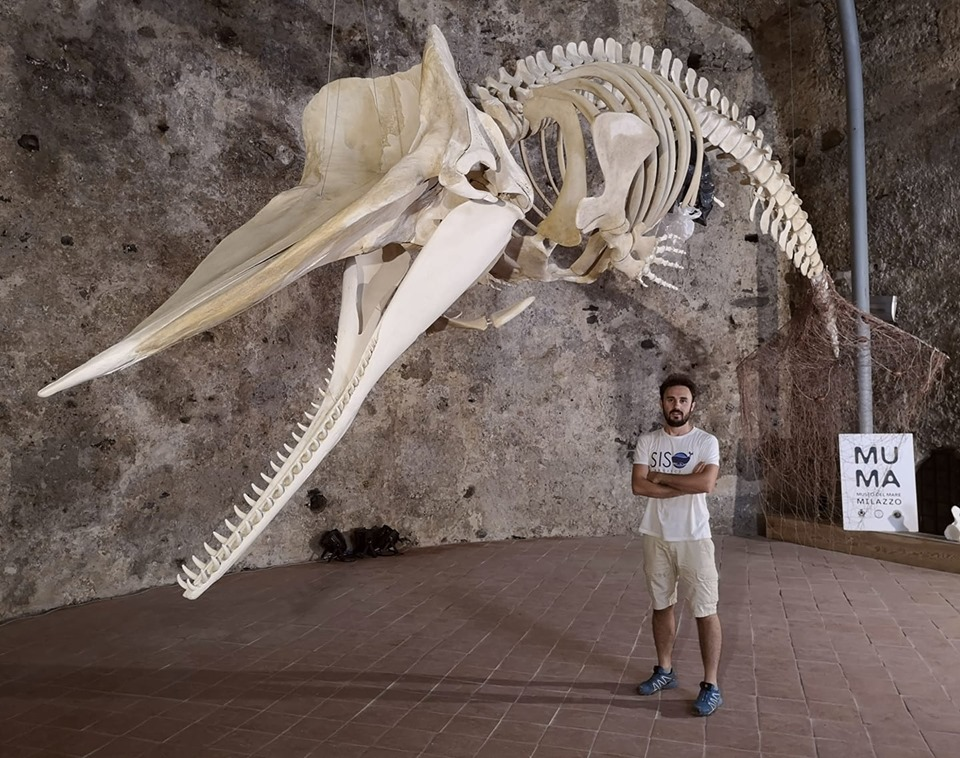
Lo scheletro del Capodoglio e il fondatore del Museo, Carmelo Isgrò

Il MuMa - Museo del Mare Milazzo ha sede in una chiesa sconsacrata del 1527 all'interno del Bastione di Santa Maria sito nel castello di Milazzo.
Qui sorgeva infatti nel 1527 la chiesa di Santa Maria, primo duomo di Milazzo, trasformato poi in bastione militare e nel 1825 in bagno penale, ovvero un carcere in cui i prigionieri erano costretti ai lavori forzati.

Il MuMa è stato fondato nel 2019 dal biologo Carmelo Isgrò che ha scarnificato un Capodoglio di 10 tonnellate che si era spiaggiato lungo le coste de Promontorio di Capo Milazzo e che era morto a causa di una rete illegale "la spadara" che si era impigliata nella sua coda ed a causa della plastica che aveva ingerito.

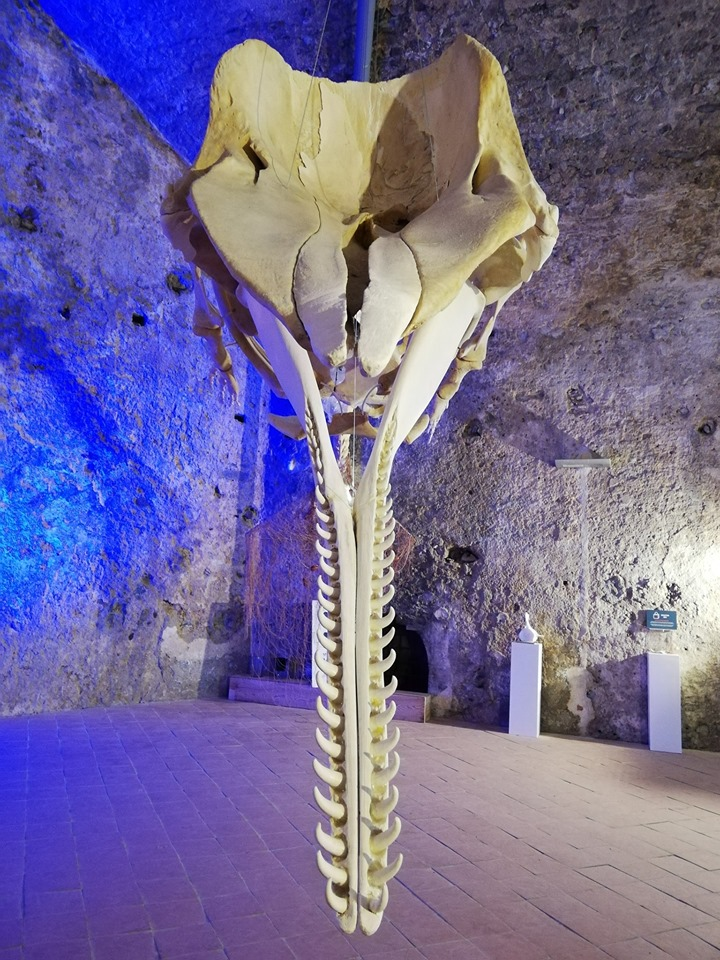
il Capodoglio Siso

Il biologo ha poi ricostruito lo scheletro riposizionando la plastica trovata e la rete illegale rispettivamente nella pancia e nella coda dello scheletro del Capodoglio esposto come monito per le nuove generazioni.
Al sui interno si svolgono numerose attività scientifiche e artistiche finalizzate alla sensibilizzazione alla tutela dell'ambiente marino: conferenze, mostre fotografiche, concerti musicali.
Il percorso museale si sviluppa come un viaggio dantesco. Oltrepassato lo scheletro del capodoglio (Physeter macrocephalus) si giunge ad una scala che intende simulare la discesa agli inferi di Dante ma ad accogliere il visitatore, invece delle fiamme, c'è la plastica raccolta in spiaggia dai volontari. Oltrepassato questo ambiente si giunge alla libreria, allegoria del Purgatorio, in cui viene incoraggiato l'approfondimento della protezione ed educazione ambientale, in particolare dell'ambiente marino. Nell'ultima sala caratterizzata da un'installazione artistica interattiva, allegoria del Paradiso, il visitatore termina il percorso simbolico di crescita spirituale e riappacificazione con la natura ed il mare.
Il Museo è accreditato al Sistema Museale Nazionale del Ministero della Cultura (MiC) ai sensi dell’art. 5 del DM 113/2018 con il Codice SMN: SMN-NNST096998, tramite Decreto n. 111 del 24 febbraio 2025, emesso dalla Direzione Generale Musei (DG-MU)
Nel 2022 il MuMa Museo del mare Milazzo è stato insignito del premio EU4Ocean dalla DG Mare della Commissione Europea ed ha partecipato alla Conferenza delle Nazioni Unite sugli oceani dell'ONU, presentando il progetto Let's digitize Muma, realizzato in partnership con UNESCO e il gruppo Prada

### Antiquarium Archeologico "Domenico Ryolo"
L'edificio che ospita il museo (una costruzione bianca con un elegante prospetto a sviluppo orizzontale) è un ex carcere femminile borbonico realizzato nel 1816 con i caratteri tipici delle costruzioni militari dell'epoca. La collezione espone reperti rinvenuti durante le ricerche nelle aree della necropoli. Tra i vari oggetti, importanti attestazioni della produzione ceramica sia importata da Corinto che prodotta nell'areale dello Stretto a imitazione della ceramica calcidese, tutta probabilmente dalle officine di Zancle (Messina) e della stessa Mylai. Si notano poi barchette e rematori fittili della seconda metà del III secolo a.C., pezzi rari simboleggianti, pare, il viaggio delle anime e, inoltre, corredi funerari risalenti a un periodo compreso tra fine del V al III secolo a.C.

### Museo della Tonnara
Il Museo della Tonnara del Tono ospita due sezioni:
- Il settore Museo della Tonnara con fotografie, testi, oggetti ed attrezzature varie, e con l'integrazione di disegni schematici ed esecutivi e schede didattiche, con imbarcazioni tuttora esistenti integrate da piccoli modelli lignei di quelle scomparse, con ancore ed attrezzature impiegate nella pesca e nella lavorazione e trasformazione del pescato;
- Il settore Attività marinare: sezione con mappe, carte nautiche e di rilievo, disegni, elaborati progettuali, strumentazione nautica (bussole, sestanti). Aperta anche ai contributi delle varie associazioni ed esposizione dei reperti di archeologia subacquea.

I magazzini conservano intatto il fascino delle notevoli stratificazioni delle murature succedutesi nelle diverse epoche; la loro trasformazione, avvenuta più che altro in altezza, è oggi facilmente leggibile in più punti del fronte a mare. Occupano circa 1.000 metri quadrati e presentano ingressi sia sul fronte strada che sul lato mare, attraverso cui, un tempo, venivano introdotte e conservate le imbarcazioni usate per la pesca del tonno.

### Piazze e strade storiche o importanti
- Lungomare Garibaldi
- Via Capitano Massimo Scala
- Via Cumbo Borgia

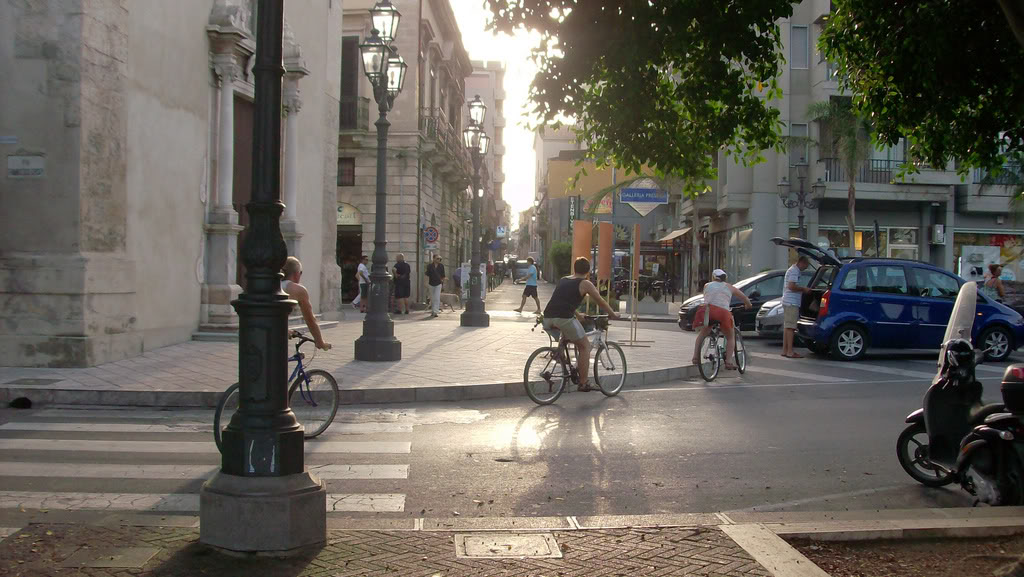
Lungomare Giuseppe Garibaldi traversa Via Nino Ryolo

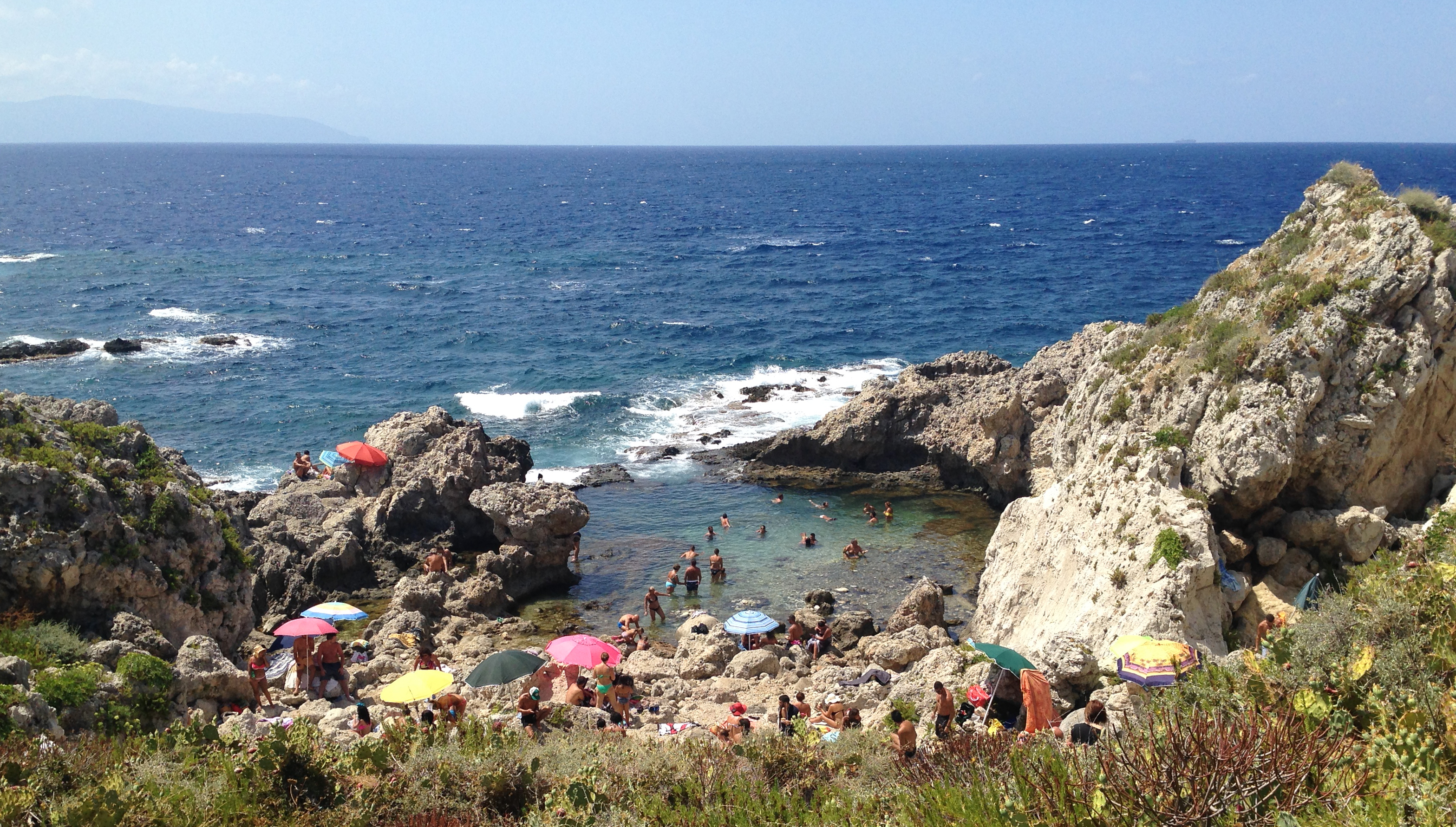
La piscina di Venere

- Piazza Duomo realizzata 2002, con ritrovamenti tardo bizantini
- Via Domenico Piraino
- Via Francesco Crispi
- Via G.B. Impallomeni
- Via Giacomo Medici
- Via Luigi Rizzo
- Via Umberto I
- Piazza Caio Duilio
- Piazza della Repubblica
- Piazza Roma

### Aree naturali
L'area di Capo Milazzo è una Riserva Naturale marittima di cui l'attrazione più famosa è la cosiddetta Piscina di Venere, uno specchio di acqua naturale sulla punta estrema del capo.

## Società

### Evoluzione demografica
Abitanti censiti

### Etnie e minoranze straniere
Al 31 dicembre 2023, gli stranieri residenti nel comune di Milazzo erano 1125. Le nazionalità più rappresentate erano:
1. Bangladesh 248,
2. Romania 152,
3. Albania 125,
4. Romania 168,
5. Filippine 76,
6. Polonia 57,
7. India 53,
8. Cina 48,
9. Sri Lanka 48,
10. Marocco 38,

## Cultura

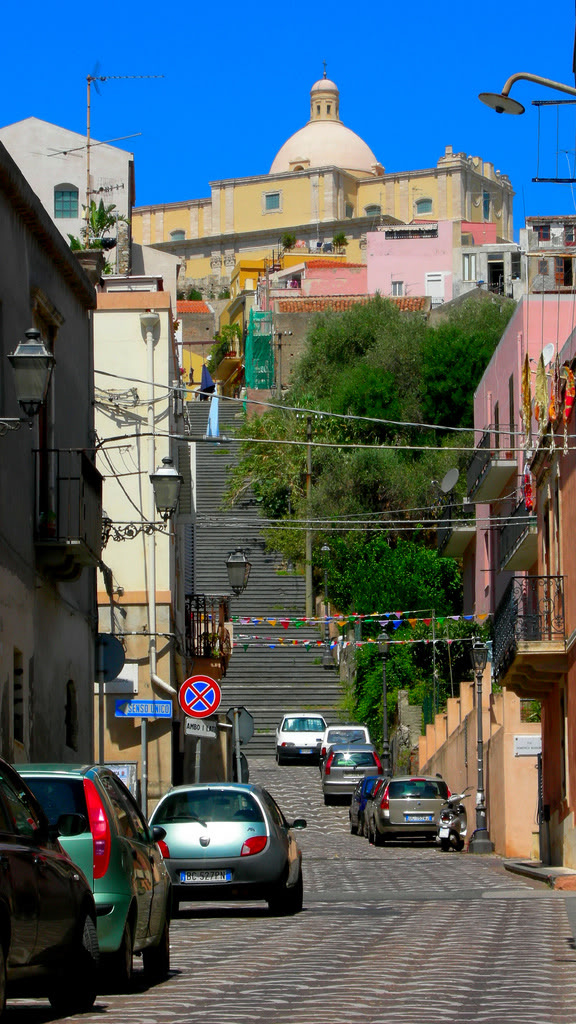
Salita Castello dal borgo marinaro di Vaccarella

### Biblioteche
La biblioteca comunale di Milazzo è ospitata nel Palazzo D’Amico lungo la Marina Garibaldi, possiede più di 36000 volumi suddivisi in moderno, circa 25000 ed antico, più di 11000. L’archivio storico si trova al Palazzo Comunale. 
Fu fondata nel 1870 ma di fatto nacque nel 1876 come Biblioteca Popolare Circolante. Dopo la seconda guerra mondiale la fu riorganizzata ma nel 1980 subì gravi conseguenze a seguite di una forte mareggiata che costrinse alla chiusura il Comune. Fu riparata nel 1995.
Dal 2003 la biblioteca ha avviato le attività di catalogazione informativa, aderendo al Servizio Bibliotecario Regionale.

### Musei
- MuMa - Museo del Mare Milazzo

La città è diventata Ecomuseo e quindi si apre a notevoli opportunità per favorire uno sviluppo che può andare oltre l’industria. Valorizzando il proprio territorio e rendendolo produttivo. Importante riconoscimento per il progetto riguardante un’ampia area comprendente Vaccarella, il Castello e parte della Piana.

#### Quotidiani
- Gazzetta del Sud (redazione di Milazzo)[23]

#### Televisione
- Telespazio Messina è sintonizzabile in alta definizione sul canale LCN 89 del mux TGS, visibile solo nel messinese.[24]

- Tirreno Sat ha concluso le trasmissioni sul digitale terrestre e prosegue la sua attività sul web.Il telegiornale condotto dall'editore Rino Piccione prosegue sulla propria pagina Facebook.[25]

### Teatro
Il teatro di Milazzo venne costruito dall'imprenditore, milazzese d'adozione, Stefano Trifiletti. Progettato dall'ingegnere Letterio Savoja, il "Trifiletti" venne dotato di impianti tecnologici, una scuola di ballo e di una sala concerto. Acquisito nel 1986 dal Comune di Milazzo e riconosciuto di pregio storico-architettonico, nel 2010 è ritornato al suo antico splendore grazie ai lavori di restauro conservativi.

### Cucina
Le prelibatezze che Milazzo ha da offrire sono: pane fatto in casa, olio d'oliva, formaggi artigianali, dolci tradizionali e vini Locali.

### Eventi

#### Tradizioni ed eventi religiosi
Il Santo Patrono di Milazzo, Santo Stefano Protomartire viene solennemente festeggiato la prima domenica di settembre. Il Compatrono, San Francesco di Paola, viene solennemente festeggiato la prima domenica di maggio, mentre due giorni dopo (solitamente di martedì) viene celebrata la festa della Berrettella, ossia il copricapo che il santo sovente usava indossare durante la sua permanenza a Milazzo, che si protrasse dal 1464 al 1467. In tono minore viene celebrata la festa del Protettore, San Papino Martire, il 17 e 28 giugno con una Solenne Celebrazione nell'omonima chiesa. Molte altre sono le feste religiose, come San Giuseppe, San Giovanni Battista, Sant'Antonio da Padova, Santa Marina Vergine, Santa Maria Goretti, San Marco Evangelista, Maria SS. della Neve, Nostra Signora del Santo Rosario, Maria SS. Ausiliatrice, Maria SS. della Pietà, Maria SS. del Carmelo, Maria SS. Bambina, e il SS. Crocifisso.

#### Cinema
Dal 2006 sino al 2008 Milazzo fu la sede di un Festival Cinematografico, il Milazzo Film Festival, cui venivano invitati cortometraggi. Sin dalla terza edizione, tenutasi nel 2008, il festival non ebbe più loco fino all'estate del 2021, anno del suo rilancio con un nuovo team di organizzatori, nel 2022 e nel 2023 è sede del Festival del Cinema Italiano Premio Le Stelle d'argento del cinema, "Premio Città di Milazzo" e il Gran Galà in TV "Premio Eccellenze Siciliane" diretto dall'editore Franco Arcoraci, presidente della manifestazione Fabrizio del Noce, presidente di giuria Ricky Tognazzi. 
Nel 2010 e nel 2011 Milazzo ospitò la finale nazionale del Festival Pub Italia, evento creato da Franco Arcoraci e considerato ad oggi come uno dei maggiori eventi italiani di musica live e 2 volte premio AFI (Associazione fonografici italiani) e funse da set cinematografico per il film Come un delfino diretto da Stefano Reali e del film Io sono Franchitto, ispirato ad una storia vera è stato diretto da Franco Arcoraci.
Milazzo, negli anni, si è prestata come location per diversi film e produzioni cinematografiche tra cui:
- Vulcano (1950), regia di William Dieterle
- Viva l'Italia (1961), regia di Roberto Rossellini
- La ribelle (1993), regia di Aurelio Grimaldi
- Come un delfino (2010), regia di Stefano Reali e Raoul Bova
- Il ladro di stelle cadenti (2024), regia di Francisco Saia
- Succede anche nelle migliori famiglie (2024), regia di Alessandro Siani

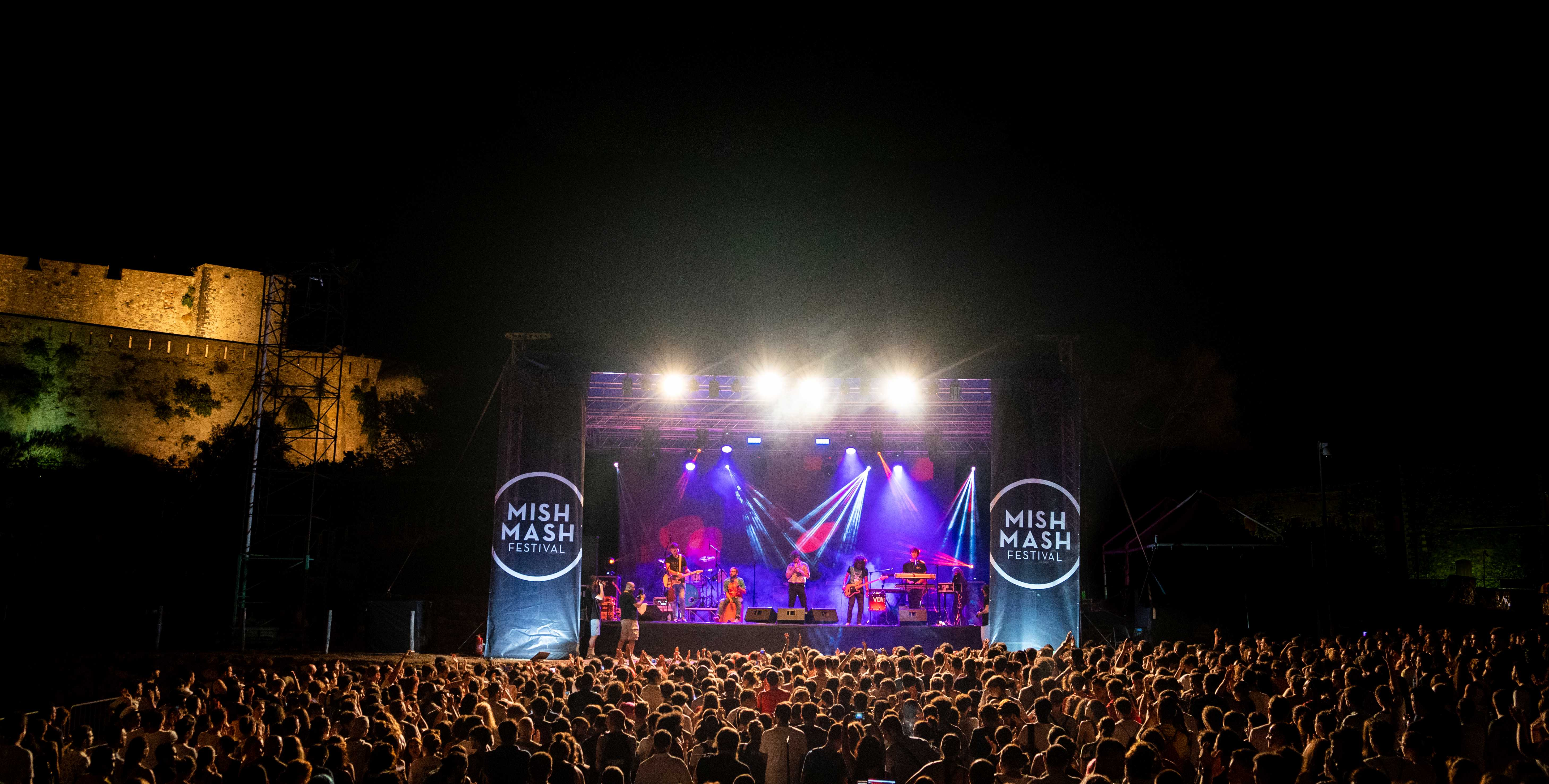
Mish Mash Festival - Castello di Milazzo

#### Eventi artistico-musicali
La cittadella fortificata del Castello di Milazzo ospita eventi artistico-musicali di vario genere.
Una delle più significative rassegne di musica indie, rock ed elettronica del sud Italia è il Mish Mash Festival che dal 2016 si tiene al suo interno.

### Realtà sovracomunali
Milazzo fa parte del circuito dei Borghi Marinari, una associazione che ha lo scopo di favorire le capacità di internazionalizzazione della cultura dei comuni aderenti, nonché dell'Associazione Nazionale Città del Vino e del distretto turistico Parco dei Miti. È inoltre fra le località siciliane presenti nel Comitato organizzatore delle manifestazioni del 150º anniversario dello sbarco dei Mille nell'isola. Il comune di Milazzo fa parte delle seguenti organizzazioni sovracomunali: regione agraria n.9 (Colline litoranee di Milazzo).

## Economia

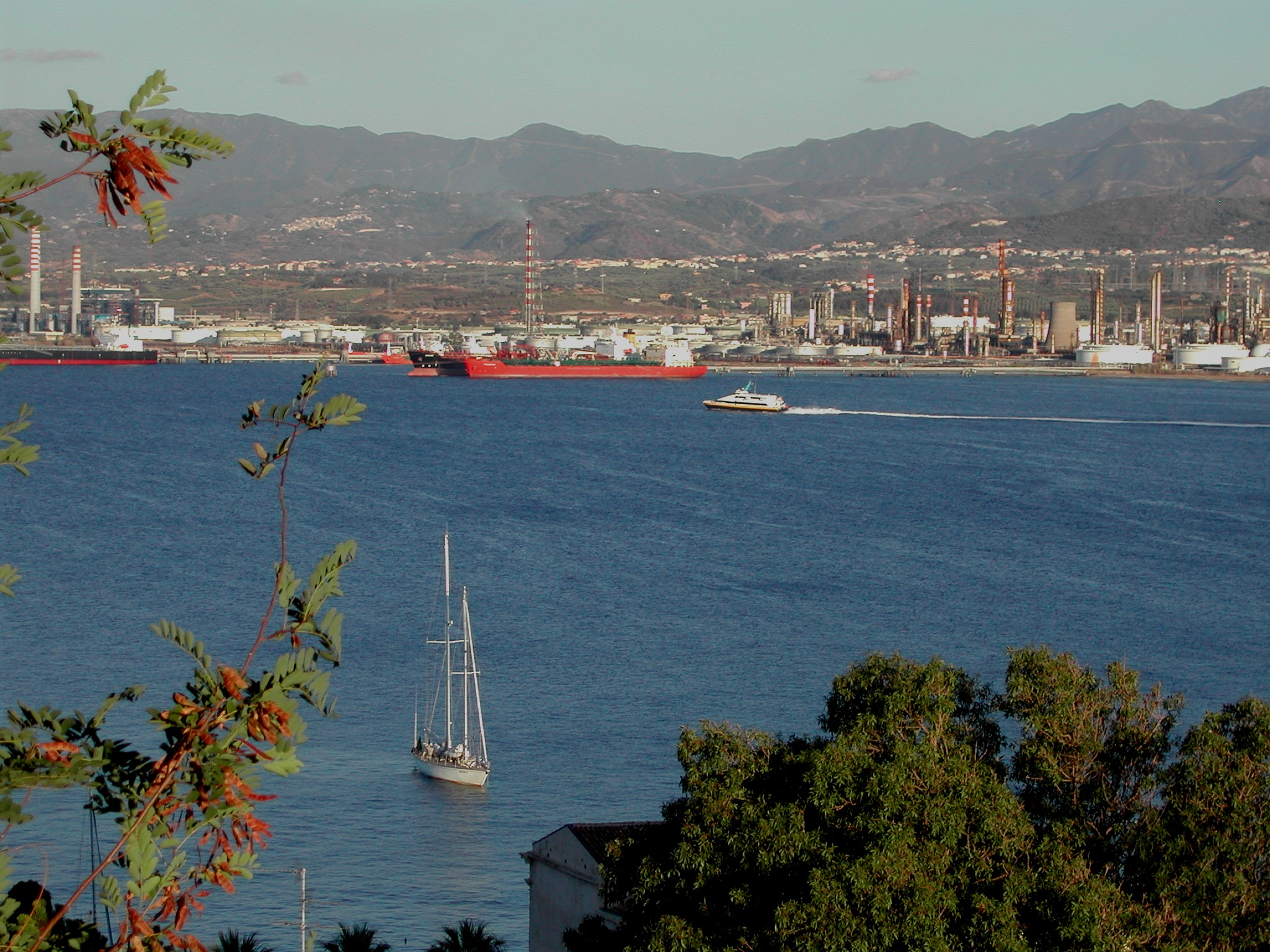
Raffineria di Milazzo e la zona industriale di Giammoro

### Agricoltura e pesca
Durante la sua storia, Milazzo, rispetto alla provincia di appartenenza, ha sempre avuto buone risorse economiche. Alle origini, una robusta agricoltura, il floro-vivaismo e la pesca sono stati i fondamenti di un commercio intenso. Questi settori sono tuttora vivi.

### Industria
Negli anni sessanta-settanta del Novecento, lo sfruttamento delle risorse ambientali - per prima la posizione del luogo favorevole all'insediamento di fabbriche - e lo sviluppo delle comunicazioni diedero una spinta per la diffusione delle attività industriali (nella zona Industriale-ASI di Giammoro, appartenente al comune limitrofo di Pace del Mela), di grandi industrie come la Raffineria di Milazzo controllata da Q8 e Agip Petroli, la Centrale Elettrica Edipower del gruppo di azionisti A2A e Iren, Centrale Termica di Edison (oggi di proprietà della Raffineria di Milazzo), le Acciaierie Duferdofin Nucor appartenenti alle Acciaierie del Tirreno, e molte altre medie e piccole industrie di genere diverso.

### Commercio e servizi
Milazzo è stata protagonista anche nel processo di terziarizzazione: banche e assicurazioni, pubblicità, editoria e media a livello locale.
La città possiede un buon livello di attività commerciali, e recentemente ha ottimizzato il settore con la presenza e l'espansione di centri commerciali e grandi aree di distribuzione dai marchi nazionali e internazionali.

### Turismo
Sono presenti anche le attività portuali, che si dividono in commerciali (materiali ferrosi, idrocarburi) e turistiche (navi e aliscafi da e per le Isole Eolie, Napoli e Ustica). Grande rilievo assume il turismo, con la presenza di molte attività turistico-ricettive (hotel, B&B, ristoranti); il settore è in continua crescita, soprattutto con l'arrivo frequente di navi da crociera (sono in corso progetti per la realizzazione di questa iniziativa).

## Infrastrutture e trasporti

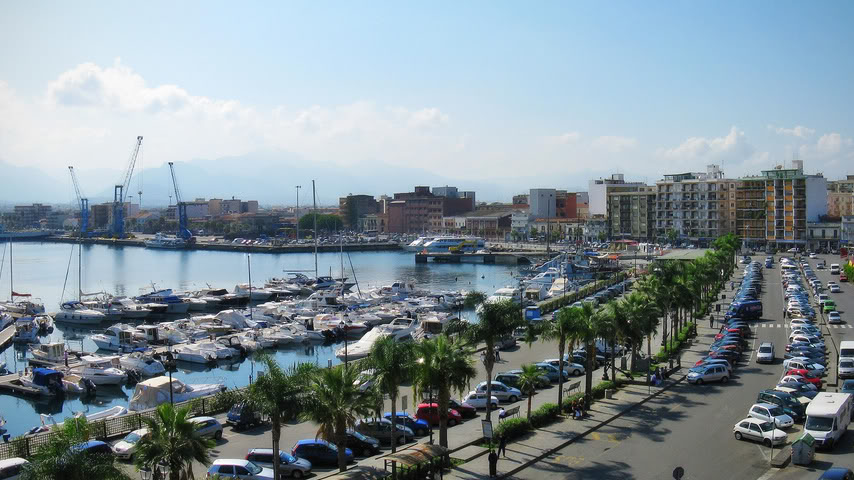
Vista su parte del Porto di Milazzo

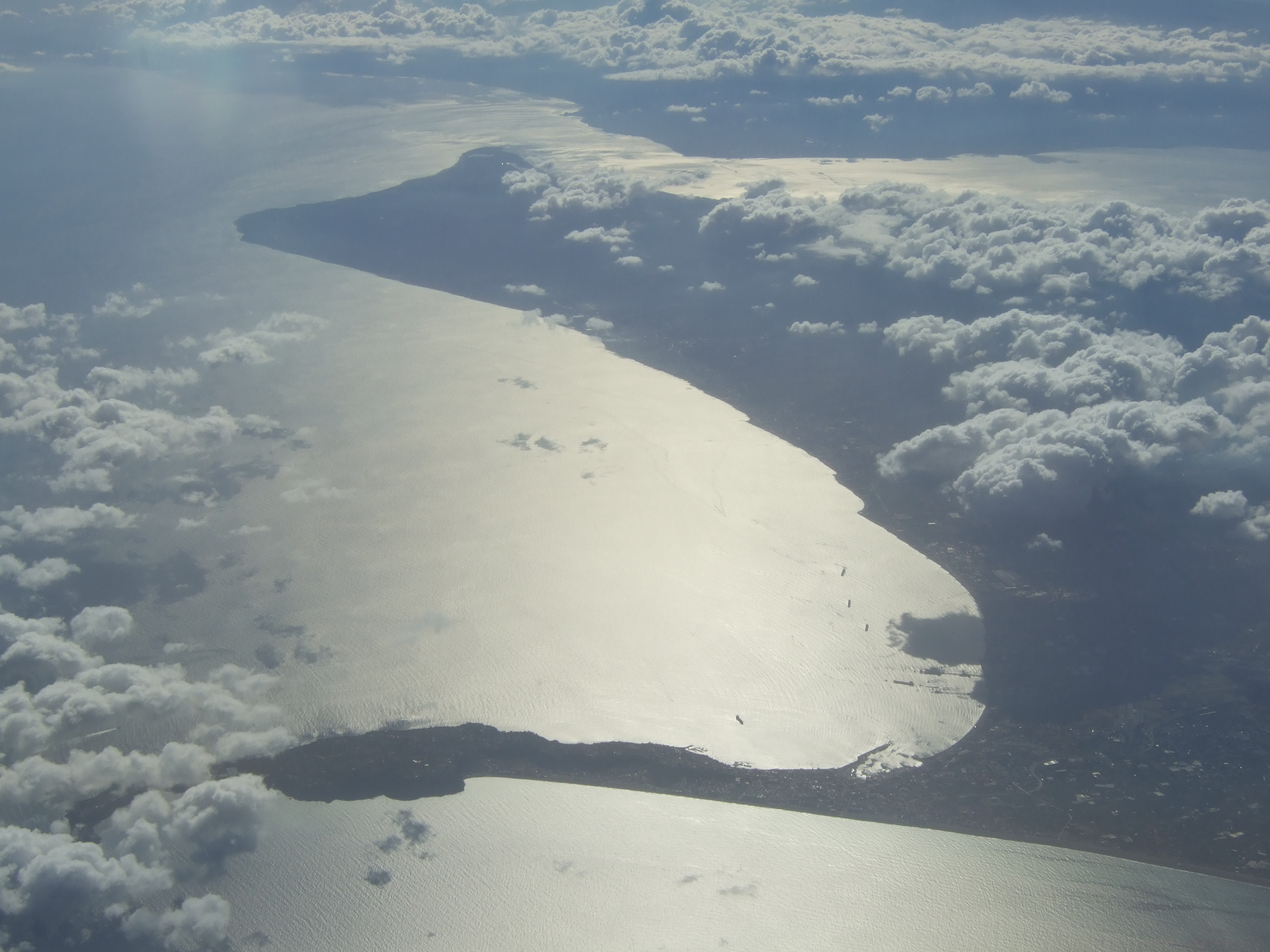
Vista aerea su Milazzo (in basso) e lo Stretto di Messina (in alto)

### Strade
Milazzo è collegata all'autostrada A20, con proprio svincolo Milazzo-Isole Eolie. Al confine con San Filippo del Mela, è presente la strada statale 113. La città è servita da un asse viario che collega il centro cittadino con le varie frazioni del territorio comunale.

### Porto
Il porto "moderno" di Milazzo venne costruito nel 1843, su iniziativa di un ministro del Regno delle Due Sicilie, il milazzese Giovanni Cassisi, e di altri suoi concittadini armatori. L'importanza dello scalo ha fatto sì che conquistasse decennio dopo decennio una rilevante importanza nel basso mar Tirreno. Il porto di Milazzo costituisce, con quello di Messina, un centro importante nella Sicilia nord-orientale ed ebbe fin dall'inizio la classificazione borbonica di I classe, che possiede tuttora. Esso fu anche interessato da vicende storiche: nel 1916 funzionò, nell'attuale "Banchina dei Mille", un idroscalo militare della Regia Marina per la difesa delle acque marine circostanti che diventa 280ª Squadriglia. Nel luglio 1943 esso venne distrutto dagli americani e mai più ricostruito. Oggi lo scalo di Milazzo è il maggiore porto d'imbarco per le isole Eolie, ma non mancano i collegamenti via aliscafo e nave con Napoli. È inoltre un importante scalo commerciale sia per lo scambio di idrocarburi che di merci. È presente infine la sede della Guardia Costiera, nonché numerosi porticcioli turistici attrezzati.

### Ferrovie
La stazione ferroviaria di Milazzo inizialmente era situata a poca distanza dal centro della città, in piazza Marconi. A fine 1991 fu dismessa e sostituita dalla nuova, ubicata nella frazione di Parco Nuovo e distante circa 3 km dal centro, a causa della modifica del tracciato della linea ferroviaria Palermo-Messina tra Patti e San Filippo del Mela-Santa Lucia del Mela.
La stazione è collegata al porto e al centro cittadino da due linee di autobus della SAIS Autolinee: la linea nº 5 Porto - Stazione e la linea nº 4 Porto - Stazione - Ospedale.

## Sport

### Calcio

La squadra di calcio del nella stagione 1977-1978

La città possiede tre squadre di calcio. La SS Milazzo, il cui primo nucleo risale agli anni trenta e che, dopo una lunga militanza in Serie D, al termine della stagione 2009/2010 ottenne il primo posto conquistando per la prima volta nella sua storia la Lega Pro Seconda Divisione (Serie C2). Militerà nel campionato di Serie D 2025/2026,dopo essere stata promossa la stagione precedente. La seconda squadra, il G.S. Don Peppino Cutropia, nasce nel 2011 e attualmente milita nel campionato di Seconda Categoria Sicilia 2022/2023, in cui ha avuto accesso dopo la promozione nella stagione calcistica 2018/2019. La Terza squadra, la A.C.D. Folgore Milazzo, nata nel 1978, attualmente milita nel girone D siciliano di Prima Categoria.

### Rugby, pallavolo, basket e sport minori
La città mamertina possedeva il Milazzo Rugby (serie B) e attualmente possiede diverse squadre di pallavolo maschili e femminili: A.S. Volley 96 Milazzo (serie C femminile), CSI Milazzo (serie C maschile), Polisportiva Nino Romano Milazzo (serie C femminile). Vi è una società sportiva di basket, la ASD Svincolati Milazzo, militante in Serie B Interregionale. Una di tennistavolo ("Polisportiva San Michele"), una di tiro con l'arco (guidata dal pluripremiato arciere locale Mike Palumbo), una di hockey in-line ("Polisportiva Genius", attiva per dieci anni, fino al 2009), una di mountain-bike ("Team Adventure") ed una di triathlon denominata "ASD Leonardo Triathlon".

### Vela
Nella città è presente un circolo di canottaggio, vela e tennis denominato "Nuovo Circolo Tennis e Vela Milazzo". A tutt'oggi si organizzano importanti regate veliche. Tra queste, alla fine di settembre o alla prima domenica di ottobre, la Regata delle Tonnare, durante la quale si circumnaviga la penisola di Milazzo. Vi sono anche regate per le categorie minori tra cui gli optmist (ragazzini fino ai 10 anni di età circa) nella regata dedicata all'Ammiraglio Luigi Rizzo per la Coppa Sicilia.

### Eventi sportivi
Nel 2008 ha ospitato l'arrivo della terza tappa (Catania-Milazzo) del Giro d'Italia, con vincitore Daniele Bennati.
Nel 2011 è stata sede di una gara femminile della Federazione Ciclistica Italiana, per la "Settimana Tricolore del Ciclismo 2011". Nel 2012 si è svolta una manifestazione moto turistica, inserita negli eventi della Federazione Motociclistica Italiana. Nel 2019 ha ospitato l'arrivo della prima tappa (Catania-Milazzo) del Giro di Sicilia, con vincitore Riccardo Stacchiotti. Nel 2022 ha ospitato la partenza della prima tappa (Milazzo-Bagheria) del Giro di Sicilia.

### Strutture sportive
La città è dotata di uno stadio comunale, storicamente detto "Grotta di Polifemo", dalla prossimità con la spelonca nella leggenda legata al Ciclope omerico. L'impianto di recente è stato rinominato "Stadio Comunale Marco Salmeri", in memoria di uno dei principali talenti locali, ex giocatore del Milazzo capace di accedere per la prima volta al professionismo calcistico nel 2010, scomparso tragicamente a soli 22 anni in un incidente stradale nel 2014. Qui giocò, fino alla sua scomparsa calcistica nel 2016, la S.S. Milazzo Calcio. Lo stadio è situato lungo la riviera di Ponente, prima della parte di litorale che porta alla baia del Tono.
Sempre lungo la riviera di ponente si trova il vecchio palazzetto dello sport, dove si allenano le squadre di pallavolo e a volte di basket. In via Valverde ci sono altri due impianti rappresentativi: il nuovo palasport "Giuseppe Merlino", e la piscina comunale. Nelle vicinanze, in zona "Fossazzo", vi è lo stadio di rugby, intitolato ad Ennio Magistri, storico promotore del rugby locale, che sorge al posto dei resti di un mai completato stadio di calcio.
Altre strutture sportive pubbliche presenti in città (dalla metà degli anni Novanta) sono i campi di calcio "Don Peppino Cutropia", sito in Via Ciantro; quello di via Fulci, nel quartiere di San Pietro; il "Santino Irrera" di Santa Marina; ed infine il ben più antico campo "delle Palme", situato a Capo Milazzo, nei terreni della Fondazione Lucifero. Esiste un altro campo di calcio sito nei pressi della Chiesa di San Papino, di proprietà della comunità parrocchiale, adatto al calcio a otto o nove.
Sul lungomare di Ponente c'è uno storico poligono di tiro a segno, situato su terreno demaniale. Sparsi per la città e nelle frazioni ci sono campetti e strutture private per il calcio a cinque, il basket, la pallavolo, la pallanuoto, il tiro con l'arco e il tennis. Nelle palestre scolastiche e in locali parrocchiali si sono praticati atletica leggera, tennistavolo, badminton.

## Amministrazione

### Cronologia dei sindaci
| Periodo                 | Periodo                 | Primo cittadino     | Partito                                            | Carica  | Note |
| ----------------------- | ----------------------- | ------------------- | -------------------------------------------------- | ------- | ---- |
| anni '40 dell'Ottocento | anni '40 dell'Ottocento | Stefano Zirilli     |                                                    | Sindaco |      |
| giugno 1952             |                         | Domenico Bonaccorsi |                                                    | sindaco |      |
| 1963                    | 1964?                   | Giuseppe Pellegrino |                                                    | sindaco |      |
| 1964?                   | 1965?                   | Stefano Cartesio    | Democrazia Cristiana                               | sindaco |      |
| 1965?                   | 1968?                   | Giuseppe Ruvolo     | Democrazia Cristiana                               | sindaco |      |
| 1968                    | 1976                    | Stefano Cartesio    | Democrazia Cristiana                               | sindaco |      |
| gen 1976                | mar 1976                | Franco Lampone      | Democrazia Cristiana                               | sindaco |      |
| lug 1976                | lug 1977                | Stefano Cartesio    | Democrazia Cristiana                               | sindaco |      |
| lug 1977                | set 1978                | Giuseppe Ruvolo     | Democrazia Cristiana                               | sindaco |      |
| set 1978                | mar 1980                | Stefano Cartesio    | Democrazia Cristiana                               | sindaco |      |
| mar 1980                | lug 1980                | Francesco Catanzaro | Democrazia Cristiana                               | sindaco |      |
| lug 1980                | apr 1983                | Stefano Cartesio    | Democrazia Cristiana                               | sindaco |      |
| apr 1983                | giu 1984                | Giuseppe Miroddi    | Democrazia Cristiana                               | sindaco |      |
| giu 1984                | mag 1985                | Andrea Greco        | Democrazia Cristiana (cand. indipendente)          | sindaco |      |
| mag 1985                | feb 1993                | Stefano Cartesio    | Democrazia Cristiana                               | sindaco |      |
| dic 1993                | gen 1995                | Filippo Russo       | Centrosinistra                                     | sindaco |      |
| mag 1995                | gen 2000                | Carmelo Pino        | Centrodestra                                       | sindaco |      |
| giu 2000                | 2005                    | Antonino Nastasi    | Democratici di Sinistra - La Margherita            | sindaco |      |
| 2005                    | 2010                    | Lorenzo Italiano    | Il Popolo della Libertà                            | sindaco |      |
| 2010                    | 2015                    | Carmelo Pino        | Liste Civiche, Mpa e P.Democratico al ballottaggio | sindaco |      |
| 2015                    | 2020                    | Giovanni Formica    | Centrosinistra                                     | sindaco |      |
| 2020                    | in carica               | Giuseppe Midili     | Centrodestra                                       | sindaco |      |